# Eitelwolf von Stein

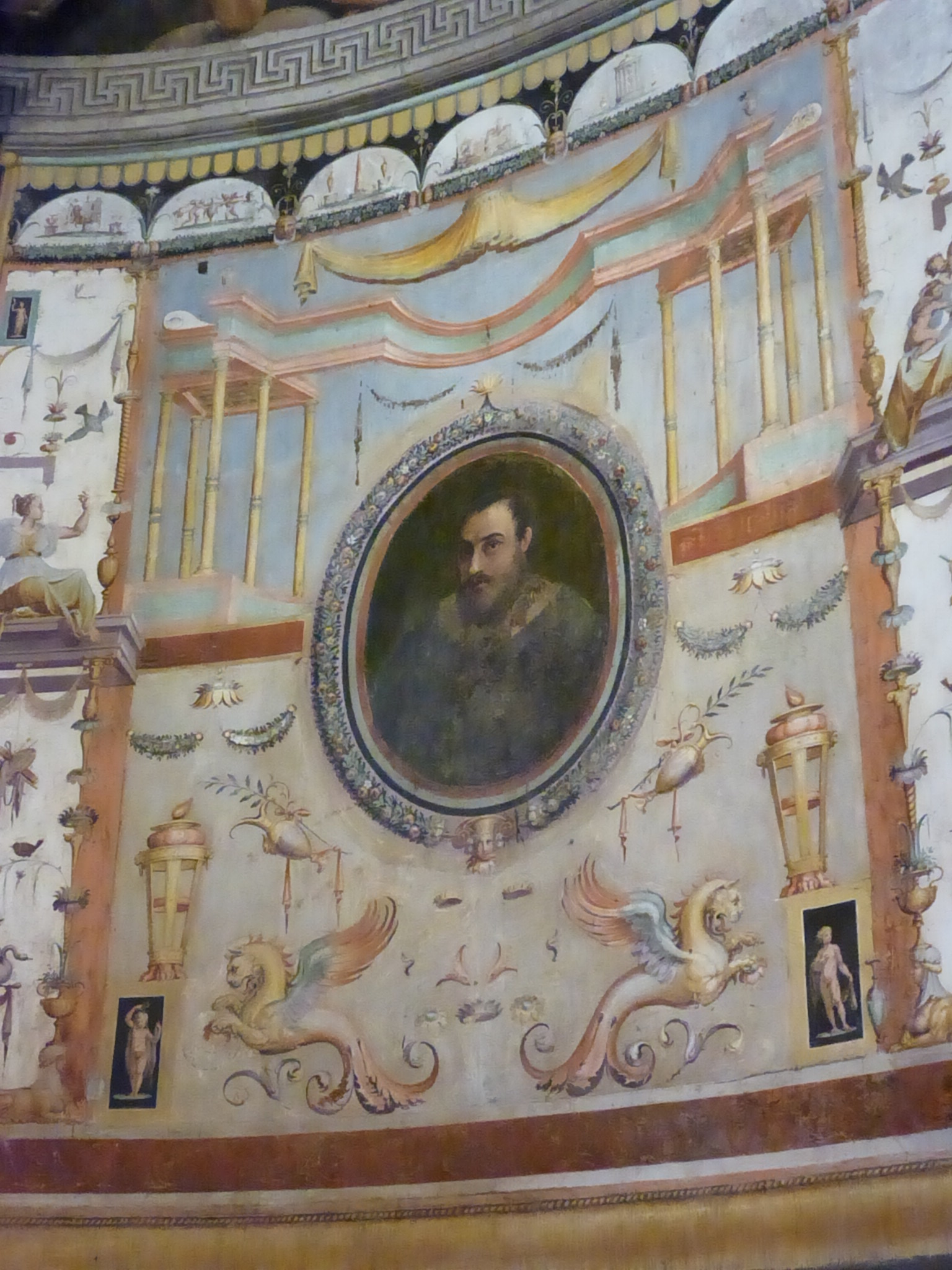
Francesco Salviati: Männliches Porträt, das lange für eine Darstellung des Eitelwolf von Stein gehalten wurde,
Fresko, 1550, Rom, Santa Maria dell’Anima, Markgrafenkapelle

Unterschrift des „Eytlwolff vom Stain, Rat Hofmeisther“, 1515

Der Ritter Eitelwolf von Stein (vom Stain) zu Steinegg oder als Humanistennamen Hololycus de Lapide (altgriechisch ὅλο λύκος holo lykos – Ganz-Wolf; lateinisch lapis – Stein) bzw. Totus Lupus de Lapide eques (lateinisch totus – ganz, lupus – Wolf, eques – Ritter) (* 1465/1466 in Schwaben oder im Oberelsass; † 10. Juni 1515 in Mainz) war ein deutscher Humanist und Kurfürstlicher Rat in der Markgrafschaft Brandenburg und den Erzbistümern Magdeburg und Mainz. Er war in literarisch-wissenschaftliche Netzwerke der Renaissancezeit eingebunden, hatte maßgeblichen Anteil an der Gründung der Universität Frankfurt an der Oder und war der wichtigste Förderer von Ulrich von Hutten. Eitelwolf von Stein wirkte als Diplomat für die brandenburgischen Hohenzollern und nahm als ihr Gesandter an vielen Reichstagen sowie an zwei Sitzungen des Fünften Laterankonzils teil.

## Leben
Eitelwolf von Stein stammte aus der Familie der Herren vom Stain zu Steinegg (Steineck) in Schwaben, nach anderen Angaben aber aus der Linie zu Uttenweiler. Sein Familienzweig gehörte nach seiner Grabinschrift im Mainzer Dom ursprünglich zum Stamm der Herren von Stain zu Klingenstein, was für die oberschwäbische Linie Uttenweiler zutrifft, während die Vorfahren der Linie Steinegg seit dem 13. Jahrhundert im Raum Fellbach lebten, aber auch noch Beziehungen nach Oberschwaben hatten und entfernt mit der Linie Klingenstein-Uttenweiler verwandt waren. Eitelwolf war ein Neffe (1495 einmal als „Vetter“ bezeichnet) des Georg von Stein († 1497) aus der Linie Uttenweiler, der unter König Matthias Corvinus in verschiedenen schlesischen Territorien und der Lausitz als Landeshauptmann bzw. Landvogt wirkte und nach dessen Tod in Brandenburg Zuflucht fand. Eitelwolf von Stein widmete seinem Onkel (avunculus) „Georg de Lapide“ eine – heute verschollene – Schrift De laudibus heroum et virorum illustrium (= Von Lobpreis der Helden und berühmten Männer), die Johannes Trithemius bereits 1494 in einer Inkunabel erwähnte.

### Ausbildung und Studium
Eitelwolf von Stein war in seiner Jugend ein Schüler von Kraft Hofmann (1450–1501), der 1477 Lehrer und Rektor in der elsässischen Reichsstadt Schlettstadt geworden war. Schon früh erhielt Eitelwolf – vermutlich vermittelt durch seinen Onkel Georg von Stain –, der seinen Einfluss auf König Matthias Corvinus geltend machte, die Pfründe des Apicius (Opitz) von Colo († 1517) als Kanoniker und Domküster am Breslauer Dom. Der Bischof von Lebus und brandenburgische Rat Liborius von Schlieben wurde beauftragt, Verhandlungen mit Apicius Kolo und Georg von Stein zu Uttenweiler, Rat des böhmischen Königs, zu führen. 1478 erhielt er die Instruktion, den Parteien die Entscheidung des Streites im Februar 1479 in Olmütz den Königen von Ungarn, Böhmen und Polen zu überlassen.
Im Sommersemester 1482 immatrikuliert sich „Eytelwolff de Lapide vom Stayneck“ in Leipzig. Er trug sich zusammen mit Georg Behaim († 1521) in die Matrikel ein. 1489 wurden von „nobili viro d. (= dem adeligen Herrn) Eytelwolff de Lapide, canonico ac custode eccl. Wratislauien.“ bei der Einschreibung an der Universität Bologna „X grossetos“ gegeben. Dort war er Hörer des Filippo Beroaldo. Gelegentlich wurde Eitelwolf von Stein zeitgenössisch mit dem akademischen Doktor-Titel bezeichnet, von dem er selbst sagte: „rectius doctus esses – besser, du wärst gelehrt (als ein Doktor)“. Seine Familie rief ihn aus Italien zurück, ehe er sich – wie er beabsichtigte – intensiver mit dem Griechischen hatte beschäftigen können.

### Humanistenkreise
Eitelwolf von Stein galt unter den Humanisten der Renaissancezeit – trotz seines „barbarischen Vornamens“ (etsi barbarum sit nominem) – als ausgezeichneter Kenner der lateinischen Sprache. Er stand bis zu seinem Tod in engem brieflichen und persönlichen Kontakt mit Conrad Celtis, Mutianus Rufus, Ulrich von Hutten, Gregor Schmerlin (Vigilantius), Helius Eobanus Hessus, Bohuslaus von Hassenstein, Johannes Rhagius, Hermann von dem Busche (Buschius), Johannes Reuchlin „Capnion“, Hermann von Neuenahr dem Älteren oder Erasmus von Rotterdam. Die antijüdischen Gegner Reuchlins im Dunkelmännerbriefe-Streit nannte er „die Läuse Capnions“ (pediculi Capnionis). 1501 gehörte Eitelwolf von Stein der von Conrad Celtis gegründeten humanistisch-wissenschaftlichen Vereinigung Sodalitas litteraria Rhenana an und beteiligte sich mit einem zweizeiligen neulateinischen Epigramm an der editio princeps von Werken der frühmittelalterlichen Dichterin Roswitha von Gandersheim. Kaiser Maximilian I. verlieh ihm die Würden eines „gekrönten Dichters“ (poeta laureatus) und eines Kaiserlichen Rates (jureconsultus). Eitelwolf von Stein war auch Ritter vom güldenen Sporn (eques auratus).

### Kurfürstlich brandenburgischer Rat

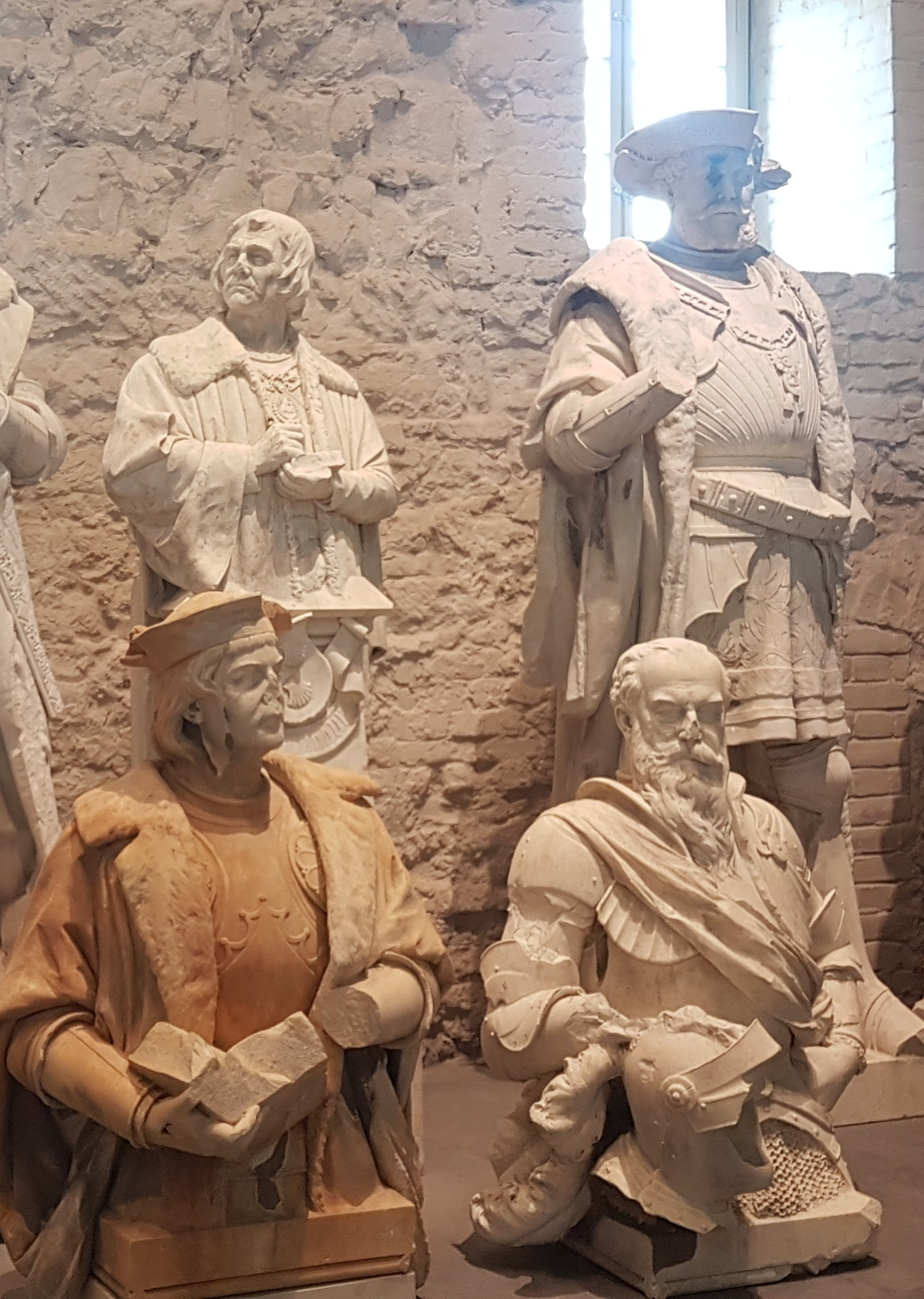
Marmorbüsten von Albert Manthe, 1900: Johann Cicero von Brandenburg (hinten rechts), Eitelwolf von Stein (vorne links) und Busso VII. von Alvensleben (vorne rechts),
Zitadelle Spandau, Dauerausstellung Enthüllt – Berlin und seine Denkmäler

Eitelwolf von Stein wurde Kurfürstlicher Rat im Dienst von Kurfürst Markgraf Johann „Cicero“ von Brandenburg und war nach dessen Tod (1499) Rat seiner gemeinsam regierenden Söhne Joachim I. „Nestor“ und Albrecht (IV.) von Brandenburg. Für den späteren Erzbischof Albrecht von Brandenburg, der beim Tod seines Vaters erst 8 Jahre alt war, nahm er auch die Funktion eines Hauslehrers (Präzeptors) wahr.

#### Gesandter zu Reichstagen und Assessor des Reichskammergerichts
Vom Ende März bis August nahmen „Itel Wolff vom Stein Docter“ für „Brandenburg Curfurst“ und sein Onkel (oder Vater) „Herr Markwart Herr zum Stein Lantvogt zu Mumpelgart“ für „Wirtenberg“ am Reichstag 1495 in Worms teil, der von dem römisch-deutschen König (ab 1508 Kaiser) Maximilian I. einberufen und geleitet wurde. Auch Eitelwolfs naher Verwandter (Neffe?) Dietrich Spät war in der Württemberger Delegation in Worms anwesend. Während der Beratungen des Reichstags reiste „Herr Eytel Wolff vom Stain Doctor“ nach Heilsbronn bei Ansbach, um am 31. Mai „von M. Johansen wegen (= für Markgraf Johann Cicero)“ am Begräbnis von Markgraf Siegmund von Brandenburg-Kulmbach im Kloster Heilsbronn teilzunehmen. Zu den Reichstagen von Lindau 1496/97, Worms 1497 und Freiburg 1498 wurden die Kurfürstlichen Räte Erasmus Brandenburg, Sixt von Ehenheim-Steinsfeld († 1504), Amtmann von Saarmund, oder Johannes von Schlabrendorff entsandt, bzw. die Interessen der Hohenzollern wurden von Brandenburg-Ansbach vertreten; die Teilnahme von Kurfürst Johann Cicero von Brandenburg selbst kurz vor seinem Tod am Freiburger Reichstag ist unsicher.
1496/97 wurde gegen Eitelwolf von Stein ein Schadensersatz-Prozess wegen einer Bürgschaft seines Onkels vor dem neuen Kammergericht angestrengt. 1501 war er als Assessor seitens des Kaisers (Königs) selbst am Reichskammergericht tätig, das in diesem Jahr in Nürnberg residierte. Als Reichstagsgesandter des Kurfürsten Markgraf Joachim I. von Brandenburg erklärte Eitelwolf von Stein 1507 in Konstanz und 1509 in Worms die brandenburgische Zustimmung zum Kammergericht nur unter dem Vorbehalt der Respektierung der kurfürstlichen Freiheiten gemäß der
Goldenen Bulle.
Kurfürst Johann Cicero verlieh dem Rat Eitelwolf von Stein das Amt Trebbin. Kurfürst Joachim I. und Markgraf Albrecht von Brandenburg verschrieben ihm 1502 für seine ihrem Vater geleisteten Dienste eine jährliche Rente von 100 Rheinischen Gulden, solange er in ihren Diensten tätig sein sollte, und nach seinem Austritt lebenslänglich 50 Gulden und erteilten ihm die Anwartschaft auf das Kanzleramt, falls Sigmund Zerer sterben sollte.
Ende Juli 1502 quittierten die Räte Landrentmeister Hans von Leimbach (* um 1450; † 1513; Kursachsen), „Eyttelwolff von Stain“ (Kurbrandenburg), Wilwolt von Schaumberg (Kursachsen), Sebastian Schilling von Cannstatt (* um 1470; † 1543; Hessen) und Hermann von Reckenrodt († nach 1511) (Hessen) den Bürgermeistern und dem Rat der Stadt Nürnberg den Empfang von 16.000 Gulden aus dem Erfurter Schiedsvertrag vom 30. Juni 1502. Im August gehörte der Kurfürstliche Rat Eitelwolf von Stein zu einer Kommission, die unter dem Vorsitz des Landvogtes Heinrich III. von Plauen auf der Grenze zwischen Peitez und Lubrossen zusammenkam und ein Verfahren festlegte zur Beilegung eines Streits zwischen der Stadt Guben (Gubin) und den Markgrafen wegen eines Grundstücks in der Heide zwischen Guben und Crossen. Eitelwolfs Onkel, der Lausitzer Landvogt Georg (Jorgen) von Stein, war 1479 von König Matthias Corvinus mit einem Drittel der nahe gelegenen Herrschaft Schenkendorf (heute Sękowice) belehnt worden und hatte es 1482 für 1400 rheinische Gulden an die Stadt Guben verkauft.
Im Dezember 1502 nahm Eitelwolf vom Stein als Gesandter des erkrankten brandenburgischen Markgrafen am Würzburger Kurfürstentag teil. Markgraf Friedrich V. von Brandenburg-Ansbach-Kulmbach berichtete Maximilian I. von einer Unterredung, die er anlässlich dieses Tages mit Landgraf Wilhelm II. von Hessen und Eitelwolf von Stein in Kitzingen hatte, und versicherte den König der Loyalität der Beteiligten. 1505 war „Her edelwolff vam Steyn“ (Variante: „Eyttelwoff vom stein Ritter“) Mitglied der Delegation des Kurfürsten Joachim I. von Brandenburg zum Reichstag in Köln. Der Reichstag wurde Mitte Juli eröffnet, nachdem Maximilian I. Anfang des Monats im Kampf gegen Karl von Egmond, Herzog von Geldern, unter Beteiligung vieler Reichsfürsten – darunter Joachim I. von Brandenburg und sein Onkel Friedrich V. von Brandenburg-Ansbach-Kulmbach – erfolgreich Arnheim belagert hatte. Nach einer Andeutung von Hutten nahm auch Eitelwolf von Stein im kaiserlichen Heer an diesem Kriegszug teil.

#### Gründung der Universität Frankfurt an der Oder

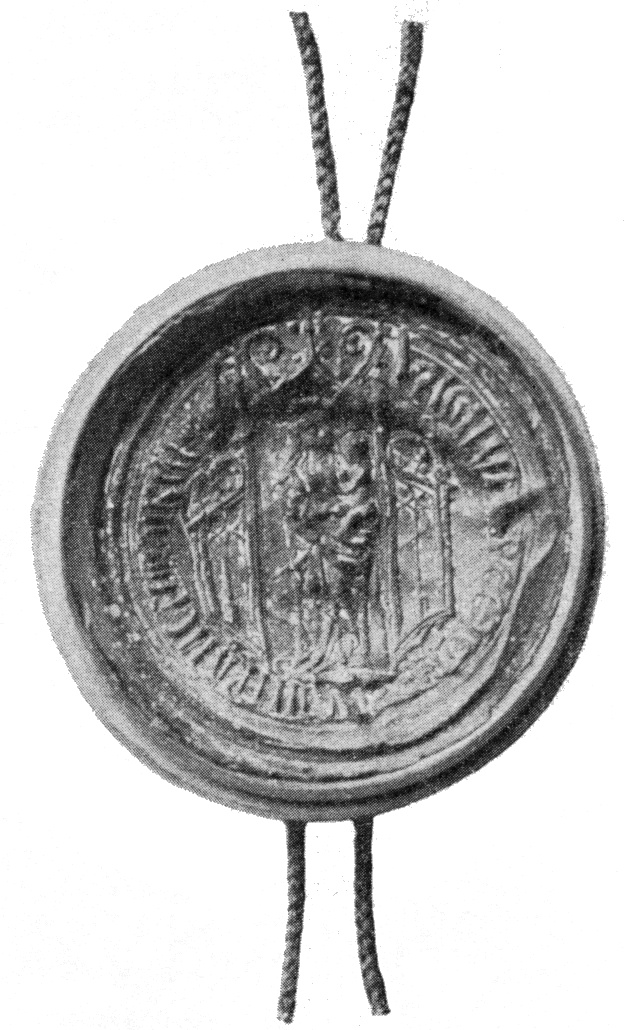
Rektoratssiegel der Alten Universität Frankfurt

Eitelwolf von Stein forderte Fürstabt Johann II. von Henneberg-Schleusingen in Fulda auf, den Klosterschüler Ulrich von Hutten mit seiner großen Begabung (ingenium) nicht zu „verderben“ und ihn aus der Vorbereitung auf das Mönchsgelübde zu entlassen. Eitelwolf von Stein wurde der wichtigste Förderer Huttens, der das Kloster verließ und 1503 in Erfurt ein Studium begann. Johannes Trithemius, der Herbst und Winter 1505/06 am kurfürstlichen Hof in Kölln an der Spree verbrachte, konnte durch Eitelwolf von Steins Vermittlung ein Werk des antiken Autoren Iamblichus von Dietrich von Bülow ausleihen. Der Kurfürstliche Rat Eitelwolf vom Stein und der Lebus-Fürstenwalder Bischof Dietrich von Bülow waren 1506 die treibenden Kräfte bei der Gründung der brandenburgischen Universität Frankfurt an der Oder durch Kurfürst Joachim I. Nestor. Ulrich von Hutten schrieb sich 1506 für ein Semester an der neu eröffneten Hochschule ein und würdigte „Eytelwolphus“ in seinem 1510 in Rostock verfassten Gedicht Ad Poetas Germanos als Dichter. Später bereute Eitelwolf gegenüber Hutten, zur Gründung der Universität beigetragen zu haben, da sie „von unwissenden Gelehrten“ (ab indoctis doctis) beherrscht werde, die nicht in der Latinität und griechischen Literatur gebildet seien.

„Huius aetatis (est), neque enim quae prius acta sunt scire, neque posteritatis rationem habere –
 Es ist ein Merkmal dieser Zeit, weder die Vergangenheit zu kennen noch einen Plan für die Zukunft zu haben.“

Im Dunkelmännerbriefestreit richtete Ulrich von Hutten um 1514/15 fingierte, angeblich von Johannes Pfefferkorn verfasste Literaturbriefe an Adolf Eichholz in Köln und Eitelwolf von Stein.

#### Weitere diplomatische Missionen und Sendungen zu Reichstagen
Im Vorfeld des Reichstag in Konstanz ersuchte eine Delegation aus Breslau den kurbrandenburgischen Kanzler, den Kaiser für die Bestätigung eines Niederlage-Privilegs zu gewinnen. 1507 vertrat Eitelwolf von Stein den brandenburgischen Kurfürsten Joachim I., der selbst nicht teilnahm, mit einem Gefolge von 60 Reisigen und 66 Fußknechten auf dem Reichstag in Konstanz. Der Reichstag entsandte eine Reichs-Deputation zu einer Tagsatzung der Eidgenossen nach Schaffhausen, die um Unterstützung gegen den angeblich vertragsbrüchigen König Ludwig XII. von Frankreich bitten sollte. Der Delegation sollten der Bischof von Trient Georg III. von Neideck († 1514), Hauptmann Christoph Schenk von Limpurg-Gaildorf († 1516), Kanzler Zyprian von Serntein, der Kurmainzer Hofmarschall Thomas Rüdt (Rutty) von Collenberg, der Magdeburger Dompropst Adolf von Anhalt, Rat Johann (Hannß) von Emershofen in Waldenstein († 1511) und der Frankfurter Schultheiß Johann Froschel angehören. Tatsächlich trat die Delegation im Mai in etwas veränderter Zusammensetzung, aber mit Eitelwolf von Stein, in Schaffhausen auf und erhielt eine Zusage für den Abzug der Schweizer Söldner aus der Lombardei. Im September 1507 trug er als „gemeinsamer Rat“ des Königs und des Kurfürsten Joachim I. von Brandenburg in Cölln den Wunsch Maximilians I. vor, dass der Kurfürst sich mit 100 leichten Reitern sechs Monate lang am Romzug beteiligen solle.

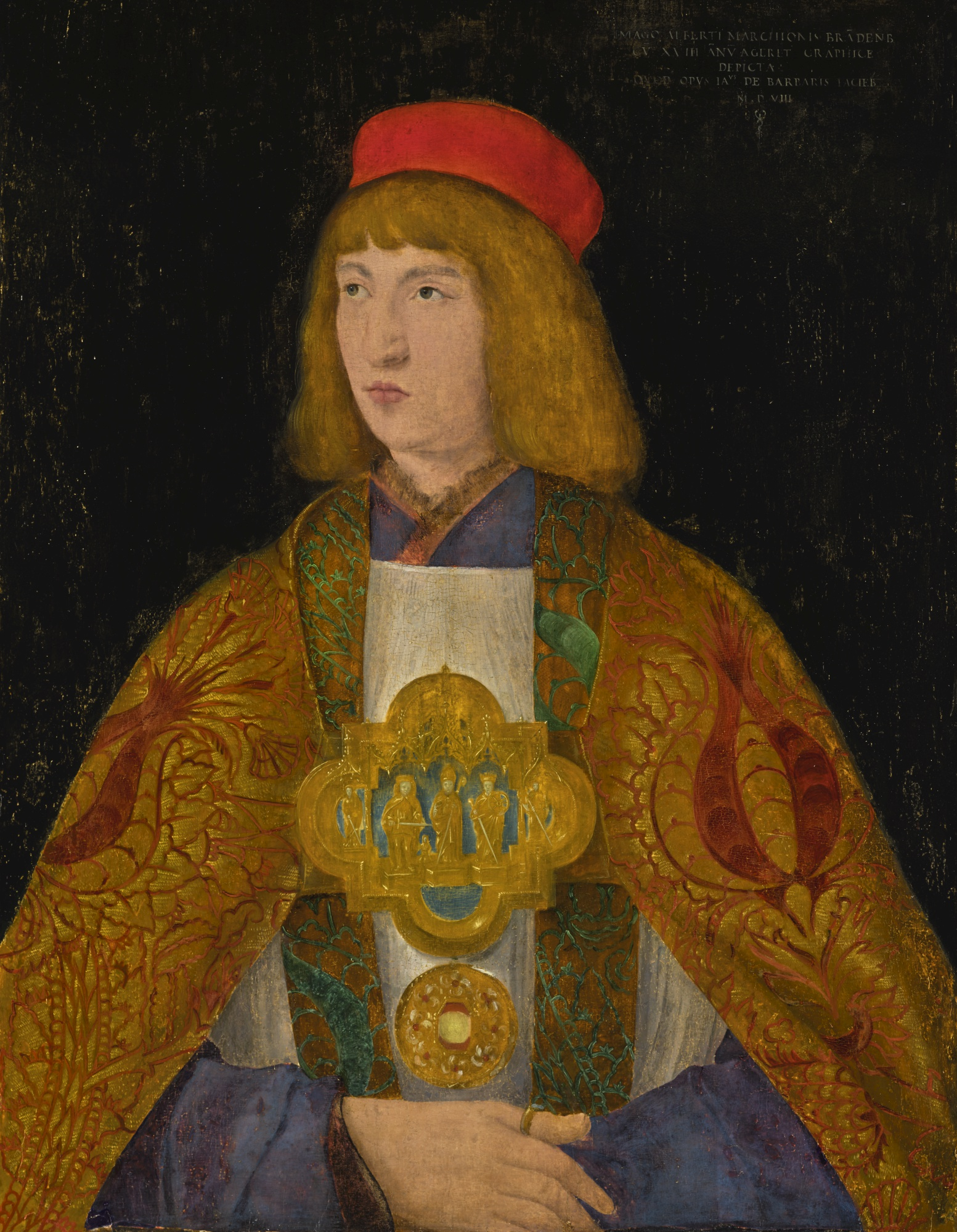
Jacopo de’ Barbari: Albrecht von Brandenburg, 1508

Im Mai 1508 nahm Eitelwolf an einem erweiterten Kurfürstentag in Mainz zur Vorbereitung des nächsten Reichstags teil. Kaiser Maximilian I. sandte Eitelwolf vom Stein im April nach Oberwesel, um die dort versammelten rheinischen Kurfürsten zu sich nach Speyer zu bescheiden. Kurfürst Joachim I. von Brandenburg schickte zum Jahresende 1508 seine Räte Ritter Eitelwolf vom Stein von Steineck, Jakob Matthias († um 1515), Propst des Domstiftes Stendal, und den Magdeburger Domherren Busso X. von Alvensleben an den Hof des Trierer Erzbischofs Jakob II. von Baden, um zu Gunsten seines einzigen Bruders Albrecht wegen einer Übernahme des möglicherweise bald vakanten Bistums Utrecht zu verhandeln. Der Erzbischof hatte mitgeteilt, dass der Amtsinhaber Friedrich IV. von Baden einen Rücktritt in Erwägung ziehe. Im Frühjahr 1509 nahm „Eitl Wolf vom Stain, ritter und doctor“, als Gesandter Kurfürst Joachim I. von Brandenburgs am Reichstag in Worms teil. Auch dort verhandelte er mit Erzbischof Jakob II. über die Nachfolge im Bistum Utrecht. Die Vorbereitungen Maximilians I. auf den Venezianerkrieg beurteilte er skeptisch. Von März bis Mai 1510 war er Teilnehmer am Reichstag zu Augsburg, der im Stadtpalast von Jakob Fugger stattfand, und 1511 wurde Eitelwolf vom Stein, Hauptmann zu Trebbin, Gesandter zu dem für Oktober geplanten Reichstag in Augsburg (bei dem es zu keiner Verhandlungsaufnahme kam), von Kaiser Maximilian I. zu einem der Kommissare zur Umsetzung des beschlossenen Reichsanschlags bestimmt.
Albrecht von Brandenburg wurde Domherr 1508 im Magdeburger und 1509 im Mainzer Domkapitel. Um seine Schulden für den Erwerb der Kanonikate begleichen und die Kosten der Hofhaltung seiner Residenz in Mainz (1600 Rheinische Gulden jährlich) decken zu können, schloss er im September 1509 eine Vereinbarung mit seinem Bruder Kurfürst Joachim I., die von den Bischöfen Dietrich von Lebus, Hieronimus von Brandenburg, Hofmeister Werner von der Schulenburg und Rat Eitelwolf von Stein beurkundet wurde. 1511 nahm Markgraf Joachim I. von Brandenburg bei Eitelwolf von Stein ein Darlehen über 500 Gulden auf.
Eitelwolf von Wolf machte mehrfach Forderungen gegen den Deutschen Orden geltend, die auf eine Abrechnung eines Familienmitglieds von 1469 zurückgingen. Von Oktober 1512 bis Anfang 1513 begleiteten er, Busso X. von Alvensleben und viele weitere Personen den neuen Hochmeister Markgraf Albrecht von Preußen, Prinz von Brandenburg-Ansbach, und dessen älteren Bruder Markgraf Kasimir von Brandenburg-Ansbach (ab 1515 Brandenburg-Kulmbach) auf ihrer Reise in die Hochmeisterresidenz Königsberg. Er empfahl dem neuen Hochmeister seinen Bruder Wolf Heinrich von Stein, der in den Orden eintreten wollte.
Am 12.–14. Juli 1511 kamen die drei sächsischen Fürsten – Friedrich der Weise, Johann der Beständige und vermutlich der Magdeburger Erzbischof Ernst II. von Sachsen –, der Brandenburger Rat Eitelwolf von Stein und die adligen Botschafter von Braunschweig-Grubenhagen, Meißen und Hessen in Zerbst zusammen (Abschied zu Zerbst), um zu beraten, wie ein von Herzog Heinrich dem Mittleren zu Braunschweig-Lüneburg, verheiratet mit Margarete von Sachsen, versprochenes Lösegeld in Höhe von 40.000 Gulden aufgebracht bzw. er von seinem Eid gelöst werden könnte. Mitte September 1511 regelte der kurfürstlich-brandenburgische Amtmann Eitelwolf vom Stein eine Auseinandersetzung zwischen dem Rat der Stadt Mittenwalde und der Dorfgemeinde Ragow wegen strittiger Trift, Dienste, Zehnten und Bierverlag. Nachdem ein im Oktober in Augsburg geplanter Reichstag abgesagt worden war, brach Eitelwolf von Stein schon am 21. November 1511 zur Teilnahme am nächsten Reichstag auf, der von Kaiser Maximilian I. allerdings erst am 16. April 1512 in Trier eröffnet, Mitte Mai nach Köln verlegt wurde und mit dem Abschied am 26. August endete. Im März 1513 berichteten Kurfürst Friedrich II. von der Pfalz, Graf Bernhard III. von Solms-Braunfels (1468–1547), Eitelwolf vom Stain und Johann von Dalheim (Thalheim) († 1516) Propst zu Wetzlar, Kaiser Maximilian I. über ihre Werbung bei den Reichsständen. Maximilian I. hatte sich dafür eingesetzt, dass Georg von der Pfalz, der Bruder Friedrichs II., zum Bischof von Speyer gewählt worden war.
Im April 1513 verschrieb Joachim I. von Brandenburg seinem Hauptmann zu Trebbin und Rat „Eyttelwolff vom Stein von Steineke, Ritter“, für seine treuen Dienste 500 Gulden auf das nächste heimfallende Mannlehen. Diese Summe von 500 Gulden zusammen mit einer Gratifikation für treue Dienste von 2500 Gulden, zusammen 3000 Gulden, verschrieb der Markgraf im September auf Trebbin mit allem Zubehör einschließlich des Zolls. Darüber hinaus sicherte er Eitelwolf von Stein ein jährliches Dienstgeld von 150 Gulden aus dem Zoll zu Saarmund zu. Bei einem Tod ohne männliche Erben sollte das Kapital heimfallen, die hinterbliebene Ehefrau Margarethe aber ein jährliches „leybgedings“ von 70 Gulden erhalten.

### Rat des Erzbischofs von Magdeburg und Mainz Albrecht von Brandenburg

#### Romreise und Konzilsteilnahme
Am 30. August 1513 wurde Albrecht von Brandenburg – einen knappen Monat nach dem Tod des Vorgängers Ernst II. von Sachsen – zum Erzbischof von Magdeburg gewählt. Am 25. September 1513 postulierte ihn auch das Domkapitel Halberstadt zum Bischof. Am 7. Oktober reiste deswegen eine Delegation nach Rom ab, um bestimmte kirchenrechtliche Dispense und die päpstliche Bestätigung für die Wahlen zu erhalten: Domherr und Propst Joachim von Klitzing († 1539), Domherr Busso X. von Alvensleben, Domdekan und Thesaurar Sebastian von Plotho († 1558), Dompropst Levin von Veltheim († 1531) und als Laie der Ritter Eitelwolf von Stein. Albrecht erhielt am 2. Dezember 1513 die Bestätigung für Magdeburg und am 16. Dezember die Administration von Halberstadt.
Am 19. Dezember 1513 nahmen „magnificus dominus Totus Lupus de Lapide eques“, „Beuso de Alvenlebe“ und „Joannes Blancefelt“ als die drei Gesandten (oratores) des Markgrafen Joachim von Brandenburg in Rom an der 8. Sitzung des Fünften Laterankonzils teil, die Papst Leo X. eröffnete. Der Generalprokurator des Deutschen Ordens Johannes Blankenfelde war bereits vor dem 8. April 1513 in Rom gewesen. Brevensekretär Pietro Bembo verfasste am 10. Januar 1514 ein Dankschreiben an den Markgrafen von Brandenburg für die Arbeit der Gesandten. Am 18. Januar 1514 trugen sich die brandenburgischen Oratores „Eitelwolfus de Lapide eques auratus (= Ritter vom güldenen Sporn)“ – dieser auch für seine zweite Frau Margretta – und Busso X. von Alvensleben, am 21. Januar 1514 Sebastian von Plotho und Joachim von Klitzing in das Liber confraternitatis Beatae Mariae de Anima Teutonicorum de Urbe (= Bruderschaftsbuch von Santa Maria dell’Anima der Deutschen in Rom) ein. Eitelwolf von Stein und Busso X. von Alvensleben kehrten anschließend mit den päpstlichen Bestätigungs-Urkunden nach Deutschland zurück.
Einen Monat nach dem Tod des Uriel von Gemmingen postulierte am 9. März 1514 auch das Mainzer Domkapitel Albrecht von Brandenburg zum Erzbischof. Am 18. März 1514 nahm der Bischof von Brandenburg Hieronymus Schulz in der Kapelle des bischöflichen Stadthofs in Berlin Albrecht von Brandenburg auf Anweisung von Papst Leo X. den Treueid (iuramentum fidelitatis) ab. Als Zeugen waren dabei neben Klerikern und Laien der Brandenburger, Magdeburger, Halberstädter und Mainzer Diözesen auch Ritter Eitelwolf vom Stein („Ytell Wulff de Lapide, milites“) und Busso X. von Alvensleben zugegen. Eitelwolf von Stein wurde von Joachim I. von Brandenburg zu Kaiser Maximilian I. geschickt und erwirkte von diesem eine schriftliche Unterstützung für Albrecht von Brandenburg.

#### Zweite Romreise und Fortsetzung der Konzilsteilnahme
Am 5. Mai 1514 waren Eitelwolf von Stein, Busso X. von Alvensleben und Johann II. von Blankenfelde wieder in Rom eingetroffen und nahmen als brandenburgische Oratoren an der 9. Sitzung des Konzils teil. Mainzer Domkapitel-Mitglieder der Delegation waren bei dieser zweiten Reise Domküster Graf Thomas von Rieneck (1472–1547) sowie die Domherren Martin Truchseß von Pommersfelden († 1538) und Scholaster Dietrich Zobel von Giebelstadt († 1531). In einem Inventar der Santa Maria dell’Anima von 1548 werden drei Messgewänder aus Brokat mit Stifterinschrift des Mainzer und Magdeburger Erzbischofs Albrecht von Brandenburg erwähnt, die um 1514 übergeben wurden. Die Verhandlungen zogen sich hin – Widerstand kam besonders von dem Kardinal von Gurk Matthäus Lang. Im August war Eitelwolf von Stein auf Wunsch Erzbischofs Albrechts an den kaiserlichen Hof abgereist und erhielt dort brieflich Informationen und Instruktionen aus Rom. Schließlich konnte der Kurie eine Zahlung von 30.000 Dukaten zugesichert werden, die Jakob Fugger zu einem großen Teil vorfinanzierte. Albrecht von Brandenburg erhielt am 18. August 1514 die päpstliche Bestätigung für Mainz, einen Dispens für die Beibehaltung von Magdeburg und eine erneute Vormerkung für Halberstadt. Die Refinanzierung der Kosten, die Erzbischof Albrecht teilweise durch den Handel mit Ablassbriefen in seinen Bistümern decken wollte, war 1517 einer der Gründe für die Abfassung der „95 Thesen zur Klärung der Kraft der Ablässe“ (pro declaratione virtutis indulgentiarum) Martin Luthers.
Markgraf Albrecht von Brandenburg verschrieb seinem Rat Ritter Eitel Wolf von Stein im März 1514 als Erzbischof von Magdeburg 6000 Gulden aus den Erträgen der Salzpfannen zu Halle. Im Juli 1514 verpfändete er ihm Schloss und Amt Jüterbog bis zur Tilgung einer Schuld von 1500 Gulden, und im September 1514 belehnte er ihn mit dem magdeburgischen Amt Querfurt.

#### Hofmeister und Vicedom in Mainz
Ulrich von Hutten widmete „clarissimum equitem Eytelvolfum de Lapide Suevum, Magistrum Curiae, & civitatis Moguntinae Praefectum“ im Januar 1515 einen Panegyrikus (Lobgedicht) auf den feierlichen Einzug des neuen Erzbischofs Albrecht in seine Residenz Mainz, der am 6. oder 8. November 1514 stattgefunden hatte. Erzbischof Albrecht hatte Eitelwolf von Stein – als Nachfolger des Orendel von Gemmingen – zum kurmainzischen Hofmarschall (Hofmeister; magister curiae oder aulae praefectus) und zum Vizedom der Stadt Mainz (civitatis Moguntinae praefectus). ernannt. Eitelwolf von Stein bewohnte in Mainz das Haus Nr. 1 am Karmeliterplatz.
Eitelwolf von Stein plante noch im Jahr vor seinem Tod eine umfassende humanistische Reform der Universität Mainz und wollte die Stadt, teilweise auch auf eigene Kosten, zu einem in Europa einzigartigen Zentrum der Wissenschaften machen. Ulrich von Hutten, der 1514 bis 1516 in Mainz wohnte, förderte er umfassend, auch durch finanzielle Zuwendungen. Ein spontanes persönliches Treffen mit Capnion (Johannes Reuchlin), Hermann Buschius, Ulrich von Hutten und Erasmus auf der Frankfurter Frühjahrsmesse, das Eitelwolf von Stein im April 1514 oder eher im Frühjahr 1515 als einen „sokratischen Tag“ (ein „Symposion (Gastmahl)“) ausrichten wollte, kam nicht mehr zu Stande, weil er durch sein Steinleiden verhindert war. Die Vorläufige Mainzer Hofgerichtsordnung von 1515, die 1521 gedruckt wurde, ist aber wahrscheinlich 1514/15 noch unter der Federführung Eitelwolf von Steins erarbeitet worden. Noch am 20. März 1515 stellte der Ritter und Hofmeister Eitelwolf vom Stain in Aschaffenburg im Auftrag des Erzbischofs Albrecht eine Lehnsurkunde aus für Graf Reinhard zu Rieneck (1463–1518), Vizedom zu Aschaffenburg, einen Bruder des Mainzer Domküsters.

### Tod und Grabmal im Mainzer Dom
Eitelwolf von Stein starb – noch nicht 50-jährig (annum … L. nondum attigerat) – an dem schmerzhaften Steinleiden (morbus calculus), an dem er jahrelang gelitten hatte. Sein Nachfolger als Mainzer Vizedom wurde Johann Mohr von Leun. Eitelwolf von Stein wurde im Mainzer Dom im nordwestlichen Querschiff neben dem Eingang zur Gotthardkapelle beigesetzt. Die Inschriften auf seinem Epitaph (Grabstein) und einem zusätzlichen hölzernen Totenschild (1738 bei der Errichtung des Grabmals für Dompropst Hugo Wolfgang von Kesselstatt entfernt) sind bruchstückhaft 1727 von Domvikar Jakob Christoph Bourdon († 1748) und um 1740 von Valentin Ferdinand von Gudenus aufgenommen worden. In Aufnahme der Lesung von Bourdon stand wahrscheinlich auf dem Totenschild:

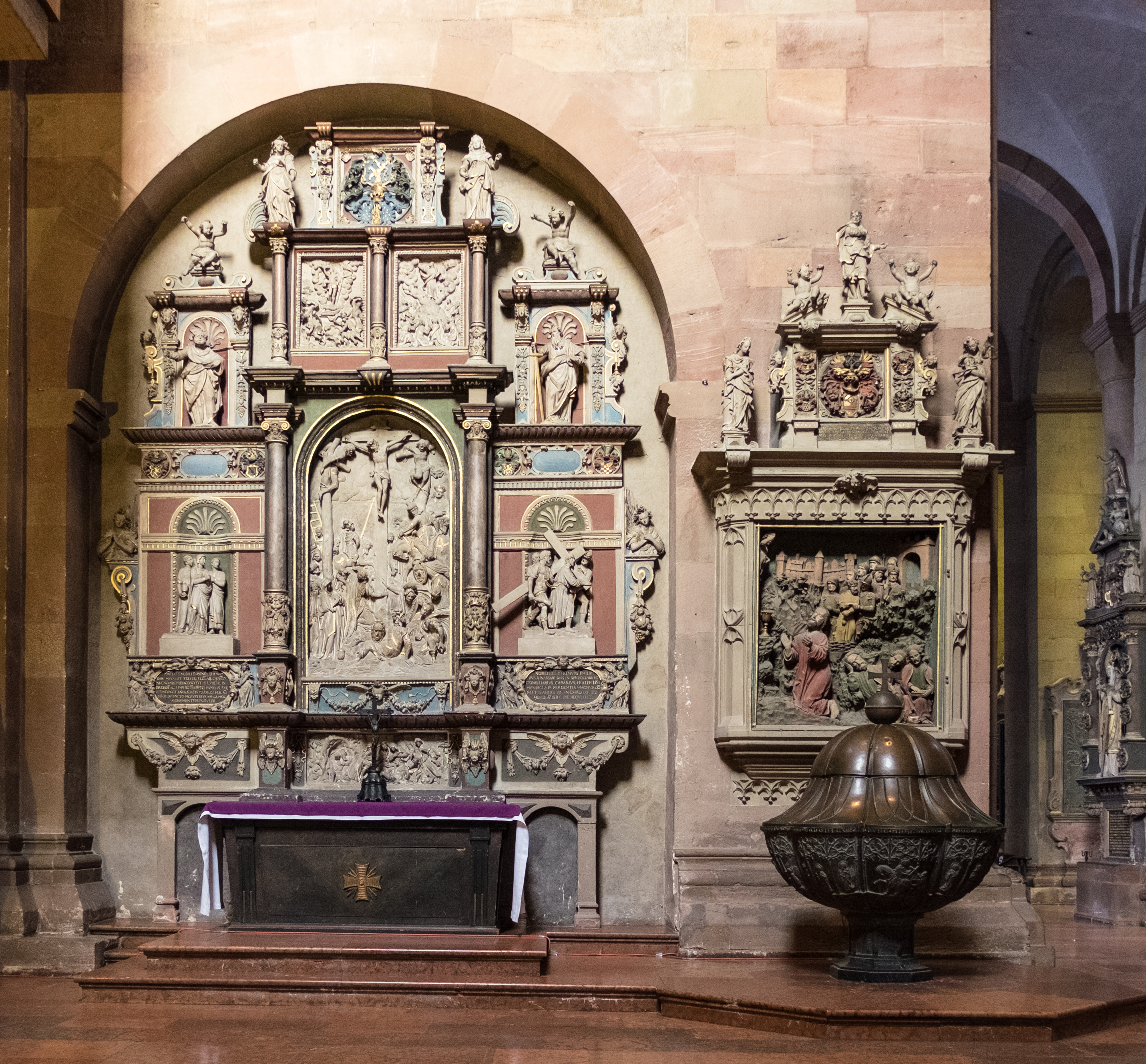
Die Grabplatte für Eitelwolf von Stein befand sich ursprünglich im Boden vor dem (nach 1601 errichteten) Nassauer Altar

„Anno 1515 den X. tag Junii starb der streng her Etel Wolff von Stein Vietz. und Hoffmeister zu Mayntz dem Gott gnade.“

Der inzwischen nicht mehr lesbare Grabstein aus rotem Sandstein befindet sich heute im Ostflügel des Kreuzgangs im letzten Joch von Norden. Im Stadtarchiv Mainz hat sich eine vermutlich um 1806 entstandene Abzeichnung der Grabplatte von Medailleur und Münzgraveur Johann Lindenschmit (1771–1845) erhalten, für den knapp die Hälfte der Buchstaben noch erkennbar war. Der Text lautete rekonstruiert:

„Anno • d[omi]ni • 1515 / X. Junij starb der strenge herr Eitel Wolff v[on] Stein / von Clinge[n]stein / me[n]tsisch · vn[d] • magdeb[ur]g[isch] hofmeister / dem Gott g[n]ad“

Bourdon interpretierte die Wappenbilder der drei (auf der Abzeichnung erhaltenen) unbeschrifteten Ahnenwappen auf den Ecken der Grabplatte als „Stein“ (3 Wolfsangeln), „Walrab“ (nach rechts (heraldisch nach links) schreitender Vogel) und „Ogenhausen“ (2 gekreuzte Stäbe oder Werkzeuge); das vierte Wappen war schon 1727 nicht mehr erkennbar.
Bei dem vermeintlichen Wappen „Ogenhausen“ handelt es sich um das Wappen der Häl von Suntheim (zwei gekreuzte rote Vogel- bzw. Adler-Ständer, gestürzt) mit Stammsitz in Sontheim an der Brenz (Burg Suntheim). Eitelwolf von Stein machte 1510–1512 gegen den Deutschen Orden mehrfach Forderungen aus Ansprüchen seines Verwandten Georg Hel geltend, die auf eine Abrechnung von 1469 zurückgingen. Der Söldnerführer „Herr“ Georg oder Jörg Hel (Häl; Heel; Hell) von Suntheim gehörte 1443 im Alten Zürichkrieg zur österreichischen Söldnertruppe Zürichs unter Thüring II. von Hallwyl. 1462 war er unter den Verteidigern der Wiener Burg, als die Familie Kaiser Friedrichs III. dort vom 21. Oktober bis 4. Dezember von den Wienern belagert wurde. Anschließend diente Georg Hel vermutlich dem Deutschen Orden im Preußischen Städtekrieg. Nach dem Frieden von Thorn 1466 hielt Hochmeister Heinrich Reuß von Plauen seine Söldner noch lange hin, weil ihm Geld zur Befriedigung ihrer Ansprüche fehlte.
Häle von Suntheim waren auch die späteren Herren von Ufenloch (von Suntheim genannt Ufenloch; Aufenloh), die dasselbe Wappen führten und mehrfach mit der Familie von Stein zu Steinegg versippt waren (siehe Abschnitt Familie vom Stain, Linien zu Steinegg, Monsberg und Uttenweiler).

#### Abzeichnung von Johann Lindenschmit

Wappen (nicht lesbar) – Schriftzug „von Clingēstain“ – Wappen (unbekannt)
Wappen des Großvaters mütterlicherseits oder einer Großmutter[127]
Wappen (vom Stain) – Schriftzug „Anno • dn̄i • 1515“ – Wappen (Häl von Suntheim)

Referenzwappen

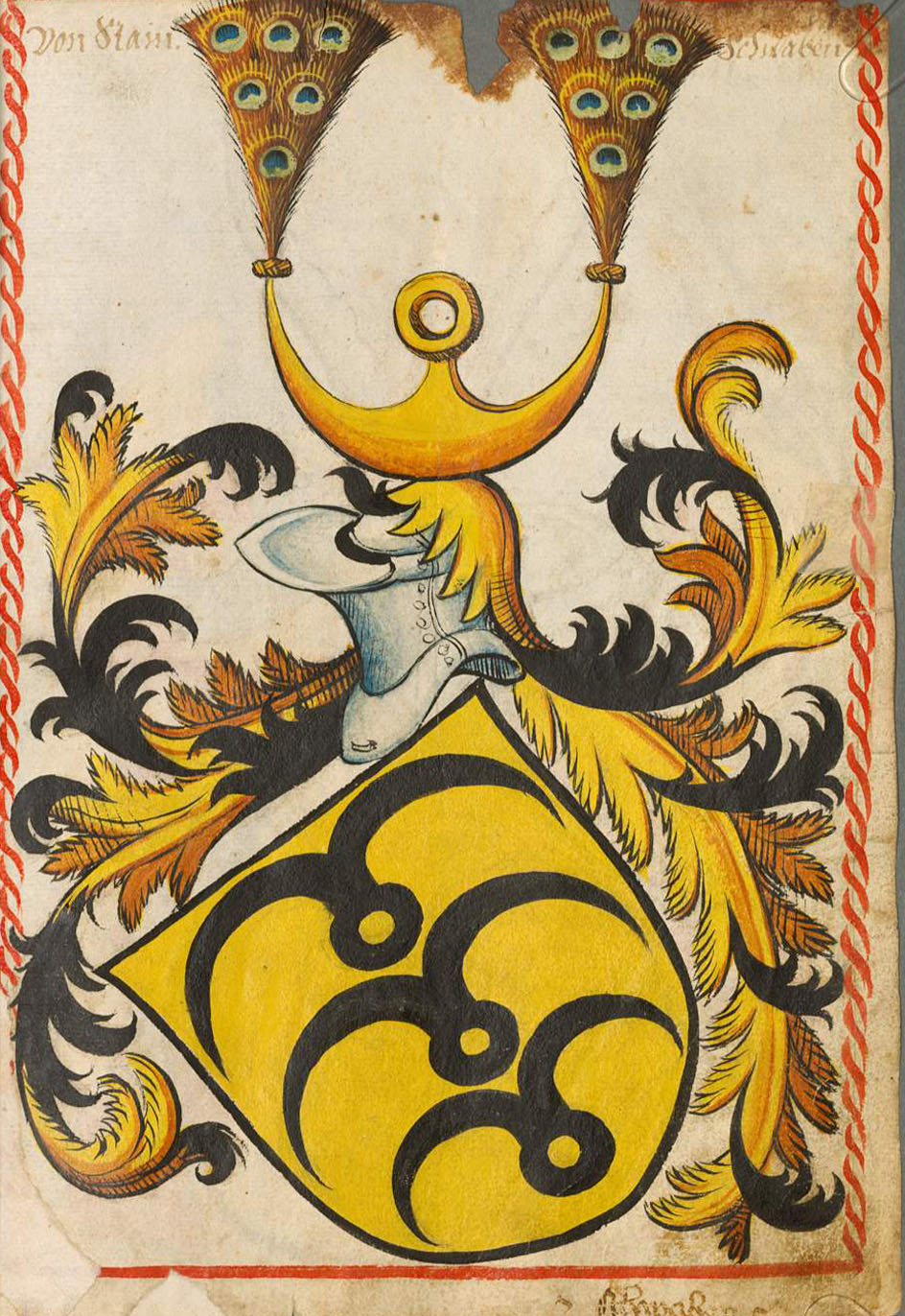
Wappen der vom Stain, Scheiblersches Wappenbuch, 1450/80
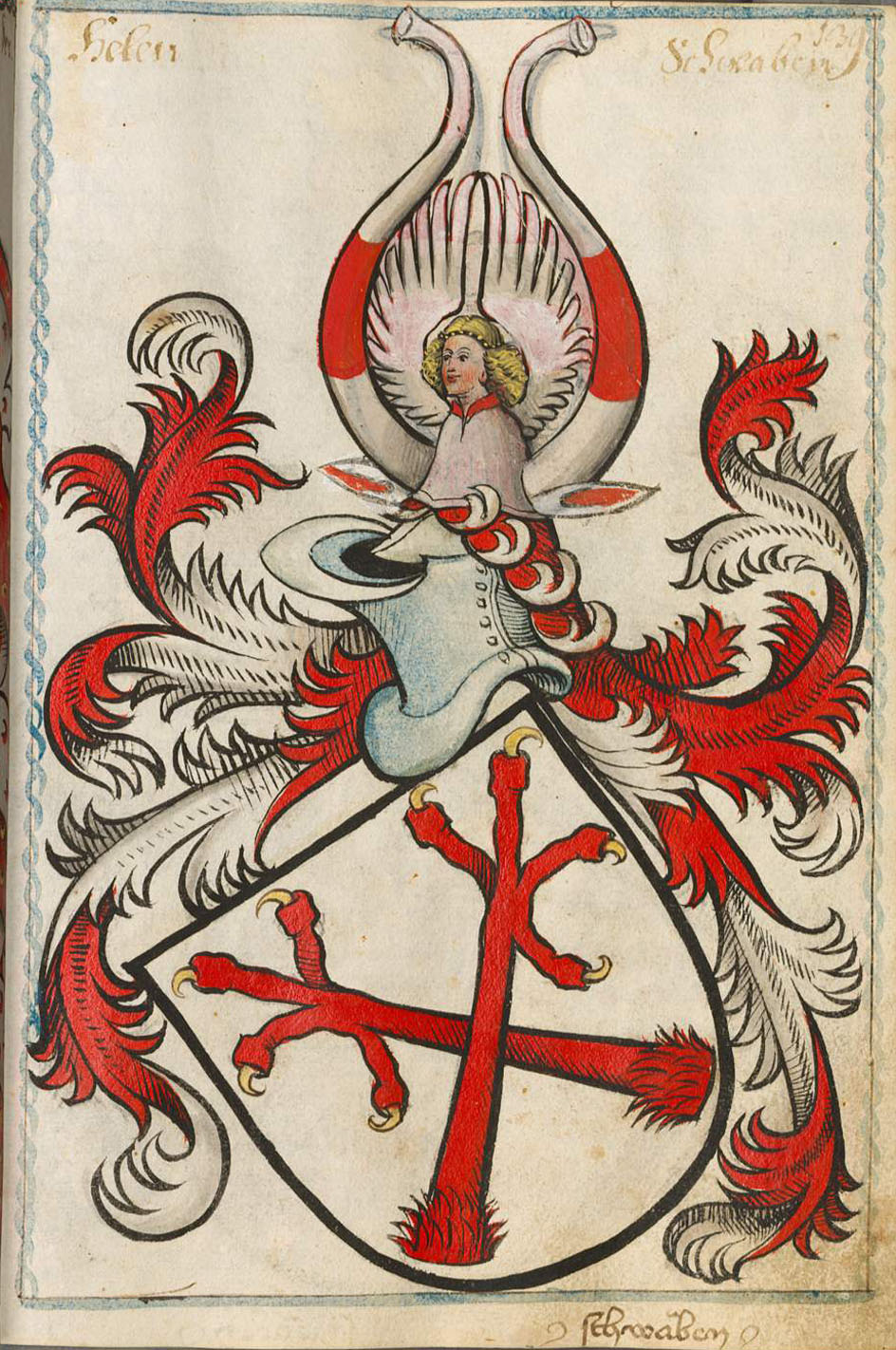
Wappen der Hele von Suntheim (bzw. der von Ufenloch), Scheiblersches Wappenbuch, 1450/80
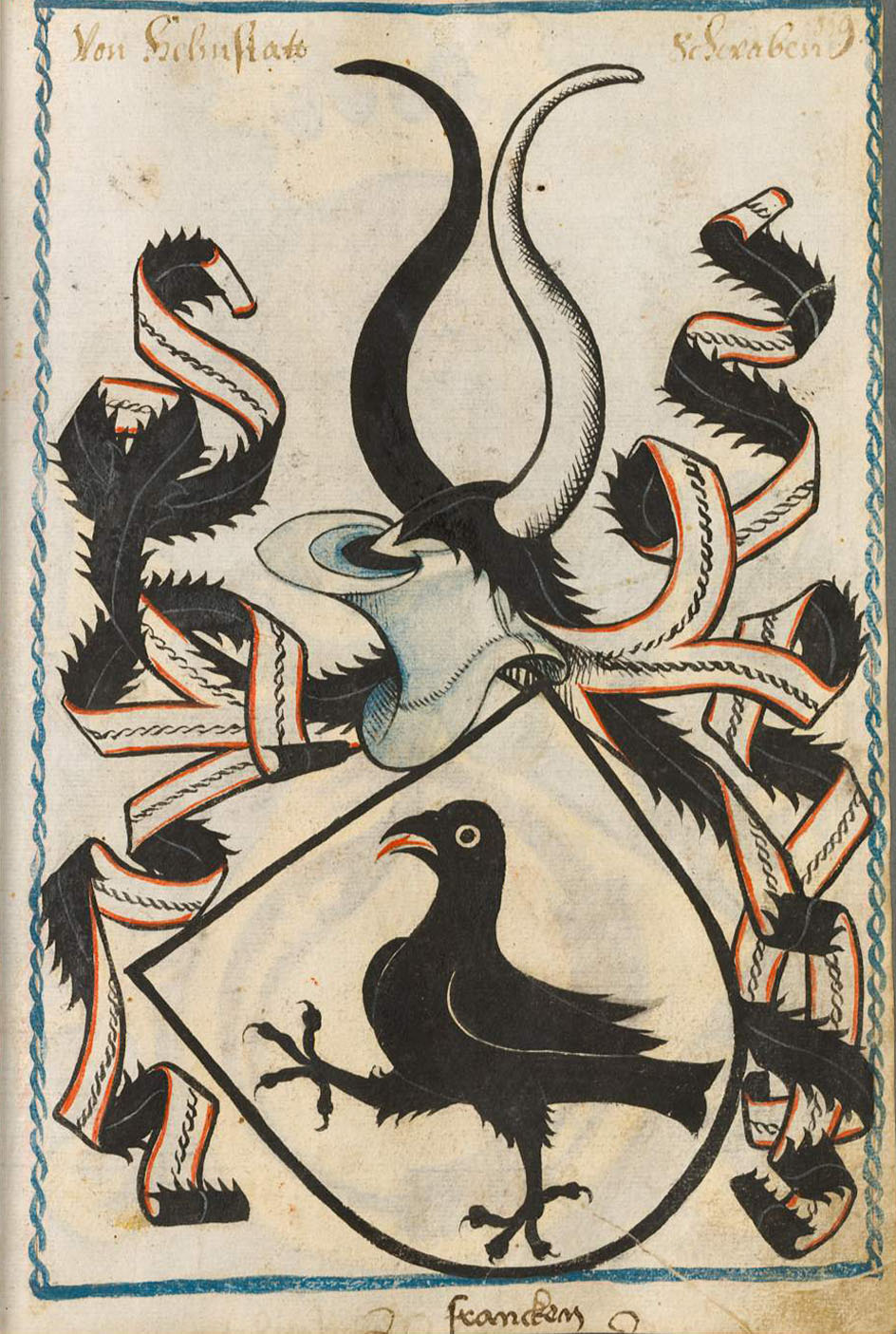
Helmstatt-Wappen (stammverwandt: Göler von Ravensburg und Herren von Mentzingen) im Scheiblerschen Wappenbuch

## Eheschließungen
Eitelwolf von Steins erste Frau war Dorothea de Clunis († um 1512). Zu ihrem Tod verfassten Freunde aus dem Umfeld der Universität Frankfurt an der Oder – Hermann Trebelius, Rudolf Aggeranus, Heinrich von Bülow (* um 1490; † nach 1512), Petreius Aperbacchus, Dietrich von Maltzan (* um 1490; † 1563) auf Grubenhagen und Achatius Philostorgus (Freundt) (* um 1485; † 1533) – eine Nänie (Trauerschrift). In dem Buch wurde auch der Ermordung ihres Kommilitonen Gregor Schmerlin (Vigilantius) im Juli 1512 gedacht.
1513 war Eitelwolf von Stein in zweiter Ehe mit Margaretha Halin (Häl?) oder Höelin († nach 1517) verheiratet, mit der er eine Tochter Dorothea († nach 1539) hatte, die Melchior von Harstal heiratete. Über Eitelwolf von Steins eheliche Beziehungen sagte Ulrich von Hutten: „Nimis putabatur uxorum imperiis obnoxius, ob facilitatem naturae – Man meinte, er ordnete sich aus angeborener Bequemlichkeit allzu sehr den Anordnungen der Ehefrauen unter“.
Ob es sich bei Eitel Wolf Freiherr von Stein († nach 1642), pfalz-neuburgischer Kämmerer zu Eichstätt und Pfleger zu Sandsee, um einen Nachkommen handeln könnte, bleibt fraglich. Dieser hatte sich vielleicht 1581 als „Eitelwolf von Stein“ an der Universität Dillingen immatrikuliert und war verheiratet mit Sibylla von Wallrab zu Hauzendorf, Tochter von Landmarschall Wolf Lorenz Wallrab von Hohentann († 1615) zu Tagmersheim und Hauzendorf.

## Familie vom Stain, Linien zu Steinegg, Monsberg und Uttenweiler

Wappen von Steinegg, Ortsteil von Neuhausen im Enzkreis

Die Familie Stain zu Steinegg besaß unter anderem Anteile an Steinegg und Heimsheim, die nach und nach an die Herren von Gemmingen verkauft wurden. Georg vom Stain (wohl ein Älterer des Namens und damit nicht der Onkel Eitelwolfs), war 1443 Inhaber von Kirchensatz und Pfründen zu Heimsheim, die als letzte Rechte der Familie in den beiden Orten 1468 an Landhofmeister Dietrich von Gemmingen und seinen Sohn Otto von Gemmingen abgetreten wurden. Eitelwolfs Onkel Georg hatte mehrere Brüder, von denen 1490 und 1495 noch zwei – Marquart und Konrad V. vom Stein – lebten.
Nach dem kompletten Verkauf ihrer Besitzungen und Rechte in Steinegg und Heimsheim nannten sich Teile der Familie „Stain zu Steineck“, eine andere Linie waren die „Stain zu Uttenweiler“. Das Dorf Uttenweiler, ein österreichisches Lehen, war 1382 von den Brüdern Burkart, Berthold und Konrad von Stain, Söhnen des verstorbenen Halbritters Berthold vom Stain von Klingenstain, erworben worden und bis 1693 im Besitz der Herren von Stain.
Der Kurfürstliche Rat Eitelwolf von Stein („Ytelwolf vom Stein“), der 1496 zusammen mit Marquard vom Stein zu „Ottenweiler“ (Uttenweiler) von dem Tiroler Truchsess Martin von Neideck († 1503) wegen einer Bürgschaft seines Onkels Georg vom Stein verklagt wurde, machte geltend, er sei dem Reichskammergericht nicht unterworfen, weil er wegen Uttenweiler österreichischer Untersasse und dortiges Schloss – vor dem die Ladung niedergelegt worden war – in „Fürstentum und Lehenschaft“ Österreich gelegen sei. Allenfalls könne er vor den Kurfürsten Johann von Brandenburg als seinen Dienstherrn geladen werden.

### Stammfolgen

#### Linie zu Steinegg
Diese Linie war eng verknüpft mit dem Familienzweig der Herren vom Stain, der seit Beginn des 14. Jahrhunderts die Herrschaftsrechte in Heimsheim besaß. Ritter „Vdolramus“ (lt. Gerhard Wein: Wolfram) der Jüngere von Stein starb am 29. Mai 1318 und wurde in der Pfarrkirche zu Heimsheim begraben. Dessen Neffe war der am 28. November 1366 verstorbene und in Heimsheim begrabene Ritter Wolfram vom Stein. Ein älterer Bruder des 1318 verstorbenen Wolfram zu Heimsheim war Ritter Wolf vom Stain der Ältere gen. von Steineck, urkundlich genannt von 1310 bis 1343, der die Linie zu Steinegg begründete, die später auch Heimsheim innehatte. Der Edelknecht Johann von Bernhausen verkauft 1334 an Ritter Wolf von dem Stain den Alten und seinen Bruderssohn, den Edelknecht Wolf von dem Stain den Jungen, für eine Seelmesse zu Heimsheim Gülten aus einem Hof zu Nussdorf. Am Samstag vor dem Weißen Sonntag 1364 urkunden Ritter Wolf vom Stein gen. von Steineck und seine Söhne Wölflin und Hans und am 19. November 1364 urkundet derselbe Ritter Wolf der Ältere vom Stein (zu Steinegg) mit seinen Söhnen Wolf (dem Jüngeren) und Hans, alle zu Heimsheim gesessen. Hans vom Stein der Alte, zu Heimsheim gesessen, verkauft 1383 dem Kloster Herrenalb zwei Fischwasser und setzt zu Bürgen u. a. seines Bruders, des alten Herrn Wolffs seligen Söhne Wolf und Hans, sowie seines Vetters Herrn Wolffs zu Bietigheim Sohn Wolf. Im gleichen Jahr verkauft Hans vom Stein der Alte zu Heimsheim demselben Kloster zwei Mühlwiesen in Rosswag und Illingen sowie seinen Hof zu Rosswag, unter den Bürgen sind die Edelknechte Wolf vom Stein (Herrn Schwiggers seligen Sohn) und des alten Herrn Wolf vom Stein seligen Söhne Wolf und Hans. Im Juni 1383 bestätigt Grete von Freiberg (Herrn Albrechts seligen Tochter) die durch ihren Ehemann Hans vom Stein getätigten Verkäufe an das Kloster Herrenalb. Wolf vom Stein der junge verbündet sich in Heidelberg 30. Juli 1380 mit seinem Schloss Steinegg und der Stadt Heimsheim mit dem Pfalzgrafen und den Markgrafen Bernhard und Rudolf von Baden gegen 100 Gulden jährlich und Pfalzgraf Ruprecht I. gewinnt am 13. März 1381 Wolf vom Stein, gen. von Budenkeim (Bietigheim), zum Diener, der ihm auf 6 Jahre mit Steineck und Hermitzheim (Heimsheim) warten soll. Wolf vom Stain gen. der Lange Wolf verkauft 1401 seine Eigenleute zu Flacht, Weissach, Wiernsheim, Iptingen und Öschelbronn an Kloster Maulbronn (Bürgen: Konrad vom Stain und Wolfs „Vetter“, Edelknecht Jacob vom Stain). Im Jahr 1408 bittet Wolf von Stein von Steineck/Sterneck, gen. der lange Wolf, den König, ihm wegen seines Herrn von Österreich einen gütlichen Tag zu bestimmen. Wolf vom Stain von Steineck verkauft am 4. September 1418 eine Fruchtgült zu Meimsheim, geerbt von seines Vaters seligen Schwester (Klosterfrau zu Heilbronn). Derselbe Wolf vom Stain von Steineck verkauft am 5. Januar 1420 eine Korngült zu Meimsheim, die er ebenfalls von seines Vaters sel. Schwester (Klosterfrau zu Heilbronn) geerbt hat, diese Urkunde nennt auch Wolfs „Vetter“ Jacob vom Stain (siehe unten). 1418 und 1420 bürgt für Wolf sein „Vetter“ Hans vom Stain von Arneck. Am 8. Juni 1424 wird Wolf vom Stein von Steineck der Lange genannt und am 2. November 1440 bürgt Wolf gen. der lange Wolf vom Stein für seinen Vetter Hans vom Stein zu Steineck (siehe unten). Die Linie zu Steinegg setzen fort:
Konrad I. vom Stain zu Steineck (* um 1360/70; † zwischen 1437 und 1444), Konrad vom Stain bürgt 1391 für seine Vettern Wolf und Jakob vom Stain, 1396 Edelknecht und Bürge seines Vetters Jakob vom Stain, er bürgt 1401 für Wolf vom Stain gen. der Lange Wolf, 1408 Ritter mit zwei Söhnen Konrad und Eitelwolf. 1417 „Ritter Cuonrat vom Stain von Stainegk“. 1420 und 1422 war Konrad von Stein zu Steineck Vogt der vorderösterreichischen Grafschaft Ober- und Niederhohenberg in Rottenburg am Neckar. „Conrat vom Stein zü Steineck, ritter“ gründete 1429 in Heimsheim eine Bruderschaft der hl. Maria.
 Er heiratete in erster Ehe eine Truchsessin von Höfingen († nach 1395), Tochter von Heinrich Truchseß von Hefingen und Elisabeth von Rothestein, und zwischen 1419 und 1429 in zweiter Ehe Sophie von Uffenloch († um 1455), Witwe des Rüdiger von Überkingen († nach 1419). 1432 übertrug Konrad I. vom Stain einen Teil seines Allodialbesitzes auf seine drei ältesten Söhne aus erster Ehe. Von Abt Diethelm II. Wiss des Klosters Petershausen erhielt Konrad von Stein „Ritter“ 1433 als Lehnsträger seiner zweiten Ehefrau Sophie von Uffenloch und ihres gemeinsamen Sohns Konrad III. von Stein Veste und Haus Schenkenberg. Sophie von Uffenloch verfügte 1436 über Besitz in Züttlingen und 1444 über Besitz in Epfendorf. Kinder:
1. (aus ⚭ I.) Konrad II. (* um/vor 1390), 1408 Kirchherr zu Rutmarsheim (Rutesheim), siegelt mit seinem Vater 1408
2. Eitelwolf der Ältere „von Stain zu Staynegk“ (* um 1390; † nach 1452,[142][184] wohl vor 1462), siegelt mit seinem Vater 1408, „Ytel Wolf“ wird 1440 und 1442[142] als Bruder des Hans vom Stain zu Steineck[183] bezeichnet,[185]
 1429[177] und 1432 verheiratet mit Agnes (Engel) Heck (Höcklin; Heckle)[186] († nach 1446).[187]
3. Bernhard vom Stain zu Steineck (* um 1390/1400; † zwischen 1432[183] und 1442[188]),
 1408 unverheiratet,[189] in erster Ehe verheiratet mit Agnes Meiser von Berg,[190] mit der zusammen er den 1432 fertiggestellten Tiefenbronner Altar von Lukas Moser stiftete; er heiratete vor 1429[177] Ann von Baldeck, Tochter des Ritters Rudolf von Baldeck[189] und der Engel (Agnes) Gaisberg, genannt „(Witwe) von Baldeck“[191] († nach 1456), die 1442 Pflegerin der Margarethe vom Stain war, Tochter von Fritz Gaisberger († zwischen 1423 und 1438), Vogt zu Schorndorf; deren Tochter:
  1. Margarethe (Margret) vom Stain (* vor 1442;[188] † nach 1473), heiratete (mit Heiratsbrief vor 8. November 1442) Konrad den Älteren von Sachsenheim († nach 1477),[192] Landvogt des Grafen Heinrich von Württemberg zu Reichenweier (Riquewihr), er kämpfte nach dessen Verhaftung in den Burgunderkriegen auf Seiten der „Niederen Vereinigung“.[193]
4. Hans der Ältere vom Stein zu Steineck (* um 1400; † nach 17. Februar 1459),[183] genannt 1424,[194] urk. als Edelknecht 2. November 1440 mit seinen noch unmündigen Kindern Hans und Barbara und setzt zu Bürgen u. a. seine Schwäger Heinrich und Hans von Talheim, seinen „Vetter“ Wolf gen. der lange Wolf vom Stein und seinen Bruder Eitelwolf vom Stein,[195] urk. 8. November 1442,[188] Hans vom Stein von Steineck verkauft 1443 seinen Anteil an Heimsheim (und behält nur den Kirchensatz und die Pfründen vor, die seinem Bruder, dem Domherrn Georg vom Stain, gehören),[140] Hans bürgt und siegelt 1456 für Gumpolt von Gültlingen[196] und Hans urkundet noch 1459 mit seinen Kindern,[197] war vielleicht „Hans von Stein, edelknecht“, der 1443 als Söldner im Alten Zürichkrieg diente,[120]
 1429 unverheiratet,[177] heiratete Adelheid von Talheim (Dalhain) († vor 2. November 1440).[142] Kinder:
  1. Hans der Jüngere vom Stein zu Steinegg (* zw. 1430 u. 1440; † nach 1471),[198] ist 1459 Domherr zu Worms[197]
  2. Barbara vom Stein zu Steinegg (* zw. 1430 u. 1440; † nach 17. Februar 1459), ist 1459 Nonne zu Lichtenthal[197]
5. Georg vom Stain (* um/vor 1400),[199] ist 1443 Domherr, ihm gehören der Kirchensatz und die Pfründen zu Heimsheim
6. (aus ⚭ II.) Konrad III. von Stein zu Steineck (* nach 1420; † 1492),[200] vom Kloster Petershausen wurden seine Mutter Sophia von Uffenloch, sein Vater Konrad I. vom Stain zu Steineck und er 1433 mit Burg Schenkenberg belehnt.[179] Schenkenberg ging nach dem Tod der Mutter zunächst an Konrads III. „Nichte“ Berta von Uffenloch († nach 1482) über, Ehefrau des Heinrich Mayer von Trossingen († nach 1588) und Hofmeisterin der württembergischen Gräfin Margarethe von Savoyen,[201] wurde ihm aber wieder verpfändet[202] und schließlich – zunächst mit Rückkaufsrecht – verkauft.[203] 1494 verzichtete die Familie von Uffenloch endgültig auf alle Ansprüche auf das Schloss.[204] Konrad vom Stein von Steinegk quittierte 1460 über 15 Gulden an seinem Sold,[205] desgleichen Konrad vom Stein von Steineck 1464 für Gült und Dienstgeld.[206] Konrad vom Stein zu Steineck war 1461 württembergischer Lehensmann[207] und 1467 württembergischer Vogt in Hornberg.[208][209] Junker Konrad vom Stein von Steineck siegelte 1467.[210] 1469 forderten die Freischöffen Konrad und Jakob vom Stain von Steineck und Oswald von Mühlheim, Keller zu Neuenbürg, eine vor den Freistuhl zu Brakel bei Dortmund gebrachte Klage „vor ihr Gericht“.[211] Konrad vom Stain von Steineck bekennt vor 1479, dass er Irslingen mit Zugehörde von Graf Eberhard V. von Württemberg gekauft hat und es von ihm zu Lehen nehmen soll.[212] „Conrad von Stain zu Staineckh“ erklärte sich 1480 als Hauptmann des Bischofs von Augsburg zu Dillingen im Einvernehmen mit seinem Dienstherrn zur Heeresfolge für die Grafen von Württemberg bereit.[207] 1486 erschien Konrad von Stein zu Steineck in Geisingen unter den Lehnsmännern des Grafen Heinrich VII. von Fürstenberg.[213] Nach einer Mitteilung des Pfarrers von Epfendorf und späteren Rottweiler Dekans Blasius Faber (Schmidt) († nach 1514),[214] der ihn an seinem Sterbebett besuchte, sei „der alt Conradt vom Stain … dannost seine tag (= früher) ain seltsamer reuter gewest und der vil reuterspill hab getriben“ und „sein tag vilmals het den kaufleuten uf den dienst gewartet (= aufgelauert) und inen die deschen (= Taschen) geleret“.[215]
 Er heiratete Anna von Wernau († nach 1494) und hinterließ zwei Söhne (zwen sön).[216][215] Die beiden Söhne waren Lehnsträger der Grafen von Sulz in Dorf und Mühle Epfendorf und Burg Schenkenberg, hatten als württembergisches Lehen (1519–1534 unter habsburgischer Statthalterschaft) Burg Irslingen, Irslingen, Böhringen, Harthausen inne und besaßen verschiedene weitere Liegenschaften.[217]
  1. Wolf Sigmund von Stein zu Steineck († nach 1536), „seines leichtfertigen wesens halber Sewmal (= Säumahl) genannt“,[218]
  2. Wolf Swenninger von Stain von Stainegk († 1526/27), verheiratet mit Elisabeth von Gültlingen († nach 1527).[219]

Zur Linie Steinegg gehörten außerdem:
Jakob der Ältere vom Stain (* um 1370; † nach 1432), 1391/96: des Brenners sel. Sohn vom Stain, Edelknecht, Wolf vom Stain (des alten Herrn Wolfs seligen Sohn vom Stain) und Jakob (seines Bruders des Brenners seligen Sohn vom Stain) verkaufen 1391 ein Sechstel an der Vogtei in Illingen an Kloster Maulbronn, dieselben Wolf und Jakob verkaufen 1394 ihren Teil an Burgstall und Dorf Rosswag an dasselbe Kloster, Jakob verkauft 1396 seine Leibeigenen in Wiernsheim, Flacht, Weissach, Glattbach, Niefern, Wurmberg und Gündelbach an das Kloster Maulbronn (es bürgt u. a. sein „Vetter“ Konrad vom Stain), Jakob bürgt 1401 für seinen „Vetter“ Wolf vom Stain gen. der Lange Wolf, Vetter/Verwandter von Konrad I. vom Stein (1391 und 1429) sowie „Vetter“ von Wolf vom Stain von Steineck (1420) und von Eitelwolf dem Älteren vom Stein zu Steinegg (1432).
 Er und seine Frau Anna von Riexingen („Rigsingen“) († nach 1429), Witwe des Hans Pfau (Pfaw) von Talheim, verkauften 1407 ihre Güter zu Heimsheim, Steinegg, Tiefenbronn, Friolzheim und Mühlhausen an Diether von Gemmingen und traten 1429 der Bruderschaft der hl. Maria zu Heimsheim bei. In zweiter Ehe heiratete Jakob von Stain Agnes von Berneck, vielleicht die Witwe des Hans von Ufenloch.
1. Jakob der Jüngere vom Stain von Steineck († 1475),[225] Landhofmeister des Grafen Heinrich von Württemberg, kämpfte im Burgunderkrieg ebenfalls zusammen mit Marquart vom Stein auf Seiten der „Niederen Vereinigung“,[226] war ein naher Verwandter (wahrscheinlich Neffe) von Konrad vom Stain, mit dem zusammen er 1468 eine Entschädigungszahlung für Rechte in Heimsheim erhielt,[144] und „Vetter“ des Landvogts Marquard vom Stain.[227] 1469 forderten die Freischöffen Konrad und Jakob vom Stain von Steineck und Oswald von Mühlheim, Keller zu Neuenbürg, eine vor den Freistuhl zu Brakel bei Dortmund gebrachte Klage „vor ihr Gericht“,[211]
 verheiratet mit Barbara (Barbel; Bärbla) von Ufenloch († nach 1476).[228]

#### Linie zu Monsberg
Munsperg (Monsberg) war ein Lehen des Klosters Zwiefalten, das Hans von Stein von Klingenstein 1379 samt allem Zubehör und Rechten in Ober- und Unterwilzingen von dem Grafen Konrad von Aichelberg erworben hatte. Johans vom Stain (Konrads sel. Sohn von Klingenstein) urkundete seit 3. Oktober 1362 und er war also ein Bruder des Ritters Berthold vom Stain von Klingenstein (gen. Halbritter), der am 20. Juni 1351 als Konrads sel. Sohn mit seinen Brüdern urkundete. 1366 urkundete Ritter Johans vom Stain, gesessen zu Münsterhausen als Bruder des Ritters Berthold vom Stain von Klingenstein und auch 1377 erscheint dieser Ritter Hans vom Stain gen. von Münsterhausen. Derselbe (zu Münsterhausen) ist 1378 Vatersbruder von des Halbritters Söhnen Burkhard, Berthold und Konrad vom Stain (die 1382 Uttenweiler erwarben). Dieser Hans vom Stain zu Münsterhausen (aus der Linie Klingenstein) war es also, der 1379 Monsberg erwarb und der seinen Sohn offenbar nach dem Großvater Konrad benannte. Denn Conrad von Stein zu Monsberg wurde seit 1394 genannt und Konrad vom Stain von Munsperg vertrat 1402 die Grafen von Werdenberg-Heiligenberg gegenüber der Stadt Überlingen. 1418 beklagte sich Konrad vom Stein von Munsberg bei dem römisch-deutschen König Sigismund von Luxemburg über Thüring (Düring) von Ramstein, über den daraufhin die Reichsacht verhängt wurde. Chounrad vom Stain zu Monsperg der jüngere wurde 1428 zusammen mit seinem Vater Konrad I. vom Stain von Herzog Ludwig VII. von Bayern-Ingolstadt, dem Grafen von Mortain, in dessen Dienst er stand, mit dem halben Fischrecht („Fischenz“) in der Lauter zu Monsberg und 6 Joch Acker auf Ochsensteig bei Wartstein belehnt. Kinder Konrads (I.) vom Stain zu Monsberg:
1. Konrad vom Stain zu Monsberg der Jüngere, belehnt mit seinem Vater 1428, urk. 1438; Konrad vom Stain zu Monsperg ist Schiedsmann am 14. Januar 1460[240] und ein Konrad v. Stain (lt. Namensregister: zu Mannsperg) siegelt noch am 19. Juni 1470 für Burkhard v. Elrbach zu Laupheim.[241]
  1. Wahrscheinlich dessen Sohn (und nach dem Großvater benannt) war der Ammann zu Ehingen, der nach dem Tod des Vaters mit Monsberg belehnt und 1496, 1503 als Junker Hans vom Stein von Monsperg („Munchsperg; Montsperg“) bezeichnet wurde.[242] Er siegelte schon 1494 als Hans vom Stain zu Monsberg.[243]
2. (aus ⚯) Wilhelm von Stein († nach 1454,[244] wohl vor 1457)[245] zu Monsberg,[246][244] legitimierter Sohn aus der Beziehung mit einer Müllerin,[247] Onkel (patruus) des „Jeorgius de Stein“,[248] war Doktor der Rechte, Anwalt, Rat,[246] Kammermeister und Kanzler der Erzherzöge Friedrich V. (zugleich als Friedrich III. deutscher König) und Erzherzog Albrecht VI. von Österreich.[249] Wilhelm von Stein zu Monsberg besaß 1436 drei Bauernhuben in Molzbichl in Kärnten,[250] wird 1439 als Pfleger[251] bzw. 1440 als Hauptmann zu Ortenburg (bei Spittal an der Drau) erwähnt.[252] 1452 hielt sich der österreichische Anwalt Wilhelm vom Stein zu Monsperg in Ensisheim auf.[253]
 Er heiratete eine Adelige aus dem Etschtal (nobilis uxor ex Athesi) und nach deren Tod als alter Mann ein junges Mädchen.[247]
 Wilhelm von Stein stand im Briefwechsel mit dem italienischen Humanisten Enea Silvio Piccolomini, dem späteren Papst Pius II.[254][249] Sein Grab befand sich in der Stiftskirche St. Moriz in Rottenburg am Neckar,[244][255] der zeitweiligen (1452 bis etwa 1457) vorderösterreichischen Residenzstadt von Erzherzog Albrecht (VI.) und (bis 1482) seiner – meist von ihm getrennt lebenden – Ehefrau, Prinzessin Mechthild von der Pfalz, verwitwete Gräfin von Württemberg. Sohn:
  1. Johannes von Munsperg († nach 1484), verkaufte 1484 das von seinem Vater für 1450 Rheinische Gulden erworbene Lehen des Bannschatzes (Bannwarthum) von Ensisheim an Melchior Baner genannt Geb († 1500).[256]

#### Linie zu Uttenweiler

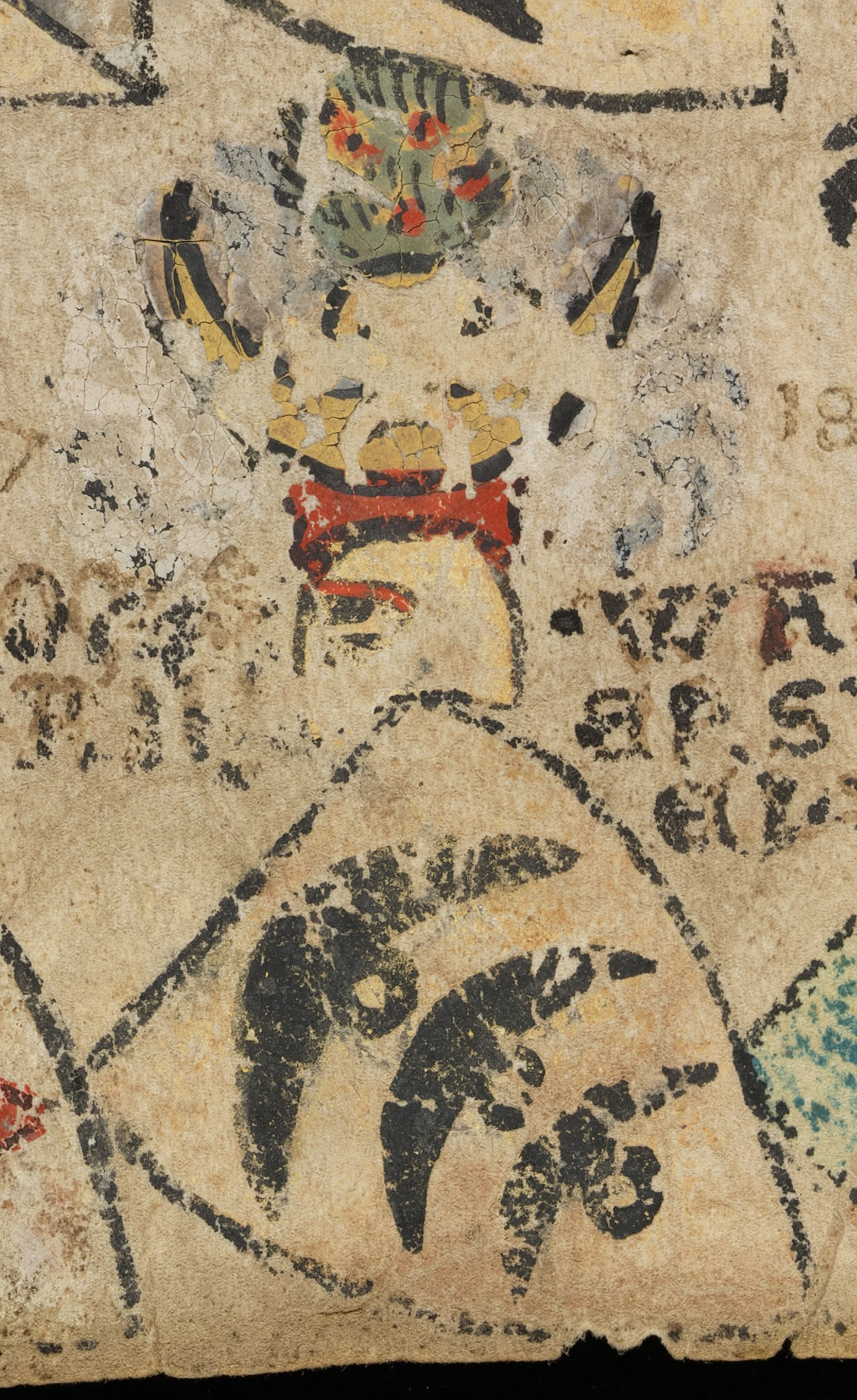
Wappen der Familie vom Stain, Zürcher Wappenrolle, 1335/45

Nahe verwandt mit der Linie zu Monsberg waren die Herren vom Stain zu Uttenweiler, Nachkommen des Halbritters Berthold vom Stain von Klingenstain († vor 1371) und seiner Frau Anna von Ellerbach. Das Dorf Uttenweiler, ein österreichisches Lehen, war 1382 von den Brüdern Burkart, Berthold und Konrad von Stain, Söhnen des verstorbenen Halbritters Berthold vom Stain von Klingenstain, erworben worden und bis 1693 im Besitz der Herren von Stain. Bertholds (d. J.) Söhne waren:
1. Berthold (Berchtold; Benz) vom Stain zu Grundsheim („Gruntzen“) († 1473),[260][261] Ritter, ihm wurde 1415 von König Sigismund von Luxemburg der Blutbann über das Grundsheim benachbarte Dorf Uttenweiler sowie der dortige Jahr- und Wochenmarkt verliehen,[262] er war Rat der Erzherzöge Albrecht VI. von Österreich[263] und Siegmund von Österreich.[264]  1472 schlichtete Erzherzog Siegmund einen Streit zwischen Berchtold von Stain zu „Gruntshaym“ und dem Abt Peter Fuchs († 1480) von Kloster Schussenried wegen der für Eberhardzell fälligen Abgaben;[265]
 kinderlos verstorben.
2. Konrad III. von Stain zu Uttenweiler († zwischen 1477[266] und 1481),[267][150] Ritter, der Vater Georg von Steins und damit Großvater Eitelwolf von Steins,[268] trat 1415 in den Dienst König Sigismund von Luxemburgs[269][270] und diente als Knappe in Konstanz (armiger Constanciensis).[248] 1450 war Konrad von Stain Vizedom der Grafschaft Ortenburg des gefürsteten Grafen Friedrich II. von Cilli († 1514) in Kärnten.[271][272] 
 Von Abt Johann Pfuser von Nordstetten († 1491) des Klosters Reichenau wurde Ritter Konrad vom Stain 1472 mit Dorf und Schloss Göffingen belehnt, die zuvor im Besitz der von Hornstain und der Stain zu Ronsberg gewesen waren.[273] Schon im folgenden Jahr überschrieb Konrad vom Stain „zu Uttenweiler“ all sein Hab und Gut seinen Söhnen Marquart und Konrad (V.) vom Stein.[274][150]
 Konrad von Stain zu Uttenweiler heiratete vor 19. März 1420 Anna von Schellenberg, Tochter des Marquard von Schellenberg zu Kißlegg und der Margareta von Ellerbach.[275][276] Als Konrads III. Söhne Marquart und Konrad V. vom Stain 1476 ihr Schloss und Dorf Göffingen verkauften, leistete Gewähr ihr „Vetter“ Heinrich von Schellenberg zu Kißlegg[277] (er war der Neffe ihrer Mutter Anna von Schellenberg). Eines der beiden bisher nicht zugeordneten Ahnenwappen von Konrads III. Enkel Eitelwolf von Stein ist das Wappen der schwäbischen Ritterfamilie Häl von Suntheim, das auch von der Familie von Ufenloch[278][170] geführt wurde.[126] (siehe Abschnitt Tod und Grabmal im Mainzer Dom)
  1. Berthold vom Stein († vor 1476), 1439 gemeinsam mit Ritter Hans vom Stein Bürgen ihres Bruders Konrad (V). vom Stein zu Göffingen.[279] Berthold vom Stain stiftete 1450–1459 das Augustinerkloster Uttenweiler im Bistum Konstanz in den habsburgischen Vorlanden.[280] Von Erzherzog Albrecht VI. wurde er  1461 mit Schloss Eberhardzell und Schweinhausen belehnt.[281]
  2. Johannes (Hans) von Stain († zwischen 1462 und 1473), 1439 gemeinsam mit Berthold vom Stein Bürgen ihres Bruders Konrad (V). vom Stein zu Göffingen.[279] vielleicht 1451 als „Hans“, Bruder des „Conrad vom Stain“, unter den vorderösterreichischen Lehensleuten des Erzherzogs Albrecht VI. von Österreich erwähnt.[282] Konrad (V.) vom Stain und er genehmigten 1462 als Brüder Bertholds die Stiftung des Klosters Uttenweiler.[260]
  3. Konrad V. von Stein zu Göffingen († 1495)[146][283] 1439 bürgten Berthold vom Stein und Ritter Hans vom Stein für ihren Bruder „Konrad (V). vom Stein zu Göffingen“,[279] „Conrad von Steinen zu Göffingen“ war 1450 Haushofmeister des Grafen Ludwig I. von Württemberg-Urach.[284] Vielleicht wurde er 1451 als Bruder des Hans (Johannes) vom Stain unter den vorderösterreichischen Lehensleuten des Erzherzogs Albrecht VI. von Österreich erwähnt[282] und 1452 von Kaiser Friedrich III. in Rom zum Ritter geschlagen,[285] vermutlich identisch mit „Conrad von Stein vom Clingenstein“ 1453 und öfter Haushofmeister des Grafen Ulrich V. von Württemberg-Stuttgart, 1456–1457 württembergischer Landhofmeister.[284] Er vertrat 1467/68 seinen Bruder Georg von Stein als rechtlicher Prokurator in Österreich.[286] Zusammen mit seinem Bruder Marquart vom Stain verkaufte er 1476 Schloss und Dorf Göffingen mit dem Burgstall auf dem Bussen,[287] nicht verheiratet mit Ursula von Güssenberg († nach 1455),[288][289] sondern eher mit Ursula von Zyllnhardt († nach 1455),[290][261] Tochter:
    1. Ursula von Stein vom Clingenstein († nach 1465), Gläubigerin des Herzogs Ulrich V.[291] verheiratet mit dem Hofmeister Dietrich Speth von Ehestetten († 1492),[292] Eltern des Dietrich Spät.[288]

  4. Georg von Stein († 1497), bezeichnete Kaspar von Laubenberg (* um 1430; † 1489),[293] Rat des Erzherzogs Sigismund von Österreich, einen Schwiegersohn der Sybilla von Stain (* um 1408; † 1445)[294] zu Klingenstein, als seinen „Schwager“.[295]
    1. Adelgunde („Alligunde“) von Stein, heiratete 1488 Václav Bělík z Kornic (Wenzel Bjelik von Kornitz), Sohn von Jan Bělík z Kornic.[296]

  5. Marquard vom Stein oder Markwart (Marx; Marcus) von Stain (französisch Marc de la Pierre; * 1425/35; † 1495/96)[297] zu Uttenweiler,[30] 1452 in Rom von Kaiser Friedrich III. zum Ritter geschlagen, reiste 1453 mit Guillaume de Chalon-Arlay nach Jerusalem. Er wurde von den Grafen Eberhard V. von Württemberg-Urach und Heinrich von Württemberg zum Landvogt in Mömpelgard (Montbéliard) bestellt. 1457 kaufte er Blumberg (Florimont) von den Grafen Oswald I. (1424–1488) und Wilhelm von Thierstein-Pfeffingen († 1498) und wurde von Erzherzog Albrecht VI. von Österreich mit der Herrschaft belehnt. Marquart vom Stein kämpfte in den Burgunderkriegen mit Konrad von Sachsenheim (Ehemann einer Nichte) auf Seiten der „Niederen Vereinigung“.[193] Die Brüder Marquart und Konrad (V.) vom Stain verkauften 1476 Schloss und Dorf Göffingen mit dem Burgstall auf dem Bussen. Kurz vor seinem Tod wurde Marquard vom Stein „zu Ottenweiler“ zusammen mit dem brandenburgischen Rat Eitelwolf vom Stein (vielleicht seinem Sohn) vor dem Reichskammergericht wegen einer Bürgschaft seines verstorbenen Bruders Georg von Stein verklagt.[30]
 Er heiratete, möglicherweise in zweiter Ehe,[261] vor 1464 Agnes von Mörsberg (Morimont),[298] Tochter von Peter von Mörsberg (* um 1415; † 1474/78),[299] Beisitzer des Kammergerichts, Oberkämmerer Erzherzogs Albrecht VI. von Österreich, Landvogt im Elsass und Breisgau, und der Margareta von Rathsamhausen (* um 1425; † 1465). Christoph von Mörsperg („Mesperg“) und Belfort († um 1478), Rat und Burggraf von Graz, Kämmerer von Kaiser Friedrich III., der 1464 als „Schwager“ Georg von Stains bezeichnet wird,[300] war ein Sohn von dessen Bruder Hans Heinrich von Moersberg († vor 1459).[301] Beigesetzt wurden Marquart von Stein und seine Frau Agnes von Mörsberg im Kloster Lützel (Lucelle),[302] wo auch seine Schwiegereltern lagen. Bereits 1490/91 hatte er dort ein Jahresgedächtnis für seine Familie gestiftet.[303]
 Marquart vom Stein wurde bekannt als Übersetzer einer Handschrift[304] der mittelalterlichen Exempelsammlung (Lebenslehre; Didaxe) Livre pour l’enseignement de ses filles (= Buch zur Unterrichtung seiner Töchter), verfasst 1371/72 von Geoffroy IV. de la Tour Landry (* vor 1330; † 1402/06), unter dem Titel „Der Ritter vom Turn: von den exempeln der gotsforcht vn[d] erberkeit“ ins Deutsche.[305] Die deutsche Erstausgabe von 1493 enthält Illustrationen (Holzschnitte), die Albrecht Dürer und Urs Graf zugeschrieben werden.[306] Als seine eigenen Töchter, für die Marquart vom Stein die Übersetzung des Livre pour l’enseignement de ses filles anfertigte, werden erwähnt:
    1. Elisabeth vom Stein (* 1461?[307]; † nach 1477), weil „das schwartz Els noch nit vast geng uf den beinen“, kurte es in Wildbad.[266]
    2. Jakobea vom Stein,[299] heiratete Bernhardin von Reinach (* um 1453; † 1532 oder 1546),[308] ab 1496 Pfandherr zu Blumberg, Sohn des Hans Erhart (Eberhard) von Reinach und der Catherina vom Haus.

Zwar wird Wilhelm von Stein aus der Linie Monsberg als Onkel (patruus) des Georg vom Stein aus der Linie Uttenweiler bezeichnet, Wilhelm war aber nicht Georgs Onkel ersten Grades, sondern ein etwas entfernterer Verwandter von Vatersseite (die Linien Uttenweiler und Monsberg trennten sich in der 2. Hälfte des 14. Jahrhunderts, beide gingen aus der Linie Klingenstein hervor). Noch nicht geklärt ist, wie des „Halbritters“ vor 20. Juni 1351 verstorbener Vater Konrad vom Stain vom Klingenstein mit der o. g. Linie zu Steinegg verwandt war und warum sich der Humanist Eitelwolf vom Stain 1482 als „vom Stayneck“ an der Universität Leipzig immatrikulierte, obwohl er 1496 nach eigener Aussage zur Linie Uttenweiler gehörte.

### Weitere Familienmitglieder
Zeitgenössische Namensvettern des Marquart von Stain zu Uttenweiler aus dem entfernteren Familienzweig der Stain zu Jettingen waren der „Doktor der Rechte und Ritter“ Marquart II. vom Stain († 1488) zu Jettingen und Mattsies, Rat des Grafen Ulrich V. von Württemberg, und der Dompropst zu Augsburg, Bamberg und Mainz sowie Kaiserliche Rat Marquard von Stain (* um 1476; † 1559) zu Klingenstain. Der Bamberger Propst Marquard von Stain gab 1507 den von Conrad Celtis besorgten Druck des Ligurinus von Gunther von Pairis mit heraus, war 1519 Kurmainzer Gesandter beim Schwäbischen Bund in Esslingen am Neckar und unterzeichnete 1555 als kurfürstlich Mainzer Rat den Augsburger Reichs- und Religionsfrieden.
Eitelwolf von Stein erwähnte einen Bruder Wolfheinrich (Heinrich) vom Stein († nach 1513), der sich 1512 um die Aufnahme in den Deutschen Orden bemühte und wahrscheinlich Grund hatte, die Heimat zu verlassen, weil ihn Anna Rors beschuldigte ein Eheversprechen ihr gegenüber gebrochen zu haben. „Aus der Sache des Heinrich von Stain und der Anna Ror“ entstand ein Streit des zuständigen Bischofs Hieronymus Schulz von Brandenburg mit Wittenberg. Bei „Anna Rors“ handelte es sich wahrscheinlich um die Äbtissin Anna von Rohr († um 1532) zu Neuhausen des Zisterzienserinnen-Klosters zum Heiligen Grabe in brandenburgischen Heiligengrabe.

## Wappen
Blasonierung: In Gold drei übereinander liegende, mit den Haken abwärts gekehrte schwarze Wolfsangeln.

## Würdigung

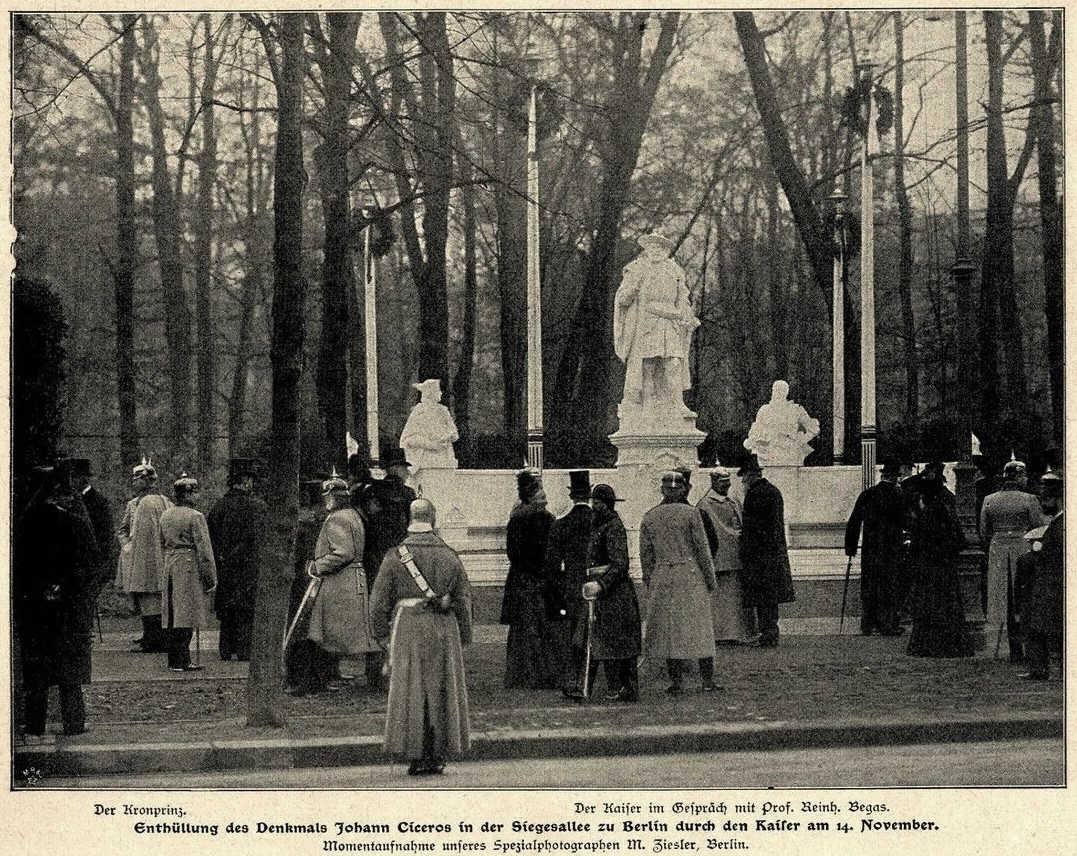
Enthüllung des Denkmals Johann Ciceros in Berlin, 1900

Ein Denkmal des Kurfürsten Johann Ciceros mit Assistenzbüsten von Eitelwolf vom Stein und Feldhauptmann Busso VII. von Alvensleben, geschaffen von Albert Manthe, wurde am 14. November 1900 in der Siegesallee im Berliner Bezirk Tiergarten von Kaiser Wilhelm II. enthüllt.
Die Büsten befinden sich heute in der Zitadelle Spandau.

## Varia
In der Novelle Michael Kohlhaas von Heinrich von Kleist schickt Kurfürst Johann Friedrich I. von Sachsen dem brandenburgischen Gefangenen anachronistisch – die Novelle spielt um 1539 – vergeblich den Jagdjunker vom Stein, einen jungen, rüstigen und gewandten Herrn, dessen er sich öfter schon zu geheimen Geschäften bedient hatte, nach Dahme hinterher, der Kohlhaas einen Zettel mit der Prophezeiung mit dem Namen des letzten Kurfürstens aus seinem Hause, das Datum, wann er sein Reich verlieren werde, und den Namen, durch den das Reich ende, gegen die Verschonung seines Lebens und Freiheit abhandeln sollte. Vermutlich ist von Kleist ein Mitglied der thüringischen Familie von Stein zu Altenstein bzw. Liebenstein gemeint.

## Werke
- (verschollen) De laudibus heroum et virorum illustrium, gewidmet Georgius de Lapide, vor 1494
- Ololikos de Stein al[ia]s Eyteluolf: Epigramm (zweizeilig). In: Conrad Celtis (Hrsg.), mit Beiträgen von Johann XX. von Dalberg, Johannes Trithemius, Heinrich von Bünau,[323] Willibald Pirckheimer, Johann Tholophus (Dolhopf),[324] Heinrich Grieninger,[325] Johannes Werner aus Nürnberg, Martin Pollich, Johannes Ziegler (Lateranus),[326] Johannes Stabius, Urban Prebusinus[327] und Sebastian Sprenz:[328] Opera Hrosvitae illustris virginis, et monialis Germanae, gente Saxonica ortae nuper a Conrado Celte inventa. Sodalitas Celtica, Nürnberg 1501, Bl. A3 (Digitalisat der Universitäts- und Landesbibliothek Sachsen-Anhalt Halle/S.), (Google-Books), (sammlungen.ub.uni-frankfurt.de)
  - (mit deutscher Übersetzung) Johann Christoph Gottsched (Hrsg.): Zusätze des nöthigen Vorraths zur Geschichte der Dramatischen Dichtkunst der Deutschen, Bd. II. Johann Michael Ludwig Teubner, Leipzig 1765, § 16, S. 15f (Google-Books)
- (verschollen) Briefsammlung
- (verschollen) Vorläufige Mainzer Hofgerichtsordnung. Mainz 1514/15[329]
  - Erzbischof Albrecht II. (Hrsg.): Meintzisch hoffgerichts Ordnung zu allen andern gerichten dienlich. Johannes Schöffer, Mainz 1521 (Google-Books)
- (Auswahl von Sentenzen)[330] Eitelwolff vom Stein. In: Julius Wilhelm Zincgref (Hrsg.): Der Teutschen Scharpfsinnige Kluge Sprüch, Apophthegmata genant, Bd. I. Rihel, Straßburg 1628, S. 201–202 (Digitalisat der Bayerischen Staatsbibliothek München), (Google-Books)